# Theobald von Bethmann Hollweg
Pour les articles homonymes, voir Famille de Bethmann, Bethmann et Hollweg.
Theobald Theodor Friedrich Alfred von Bethmann Hollweg (né le 29 novembre 1856 à Hohenfinow, arrondissement du Haut-Barnim et mort le 2 janvier 1921 au même endroit) est un homme d'État allemand durant la période de l'Empire allemand.
Il commence sa carrière en tant que simple fonctionnaire, gravit les échelons avant d'atteindre la fonction de chancelier impérial entre 1909 et 1917.
Il a des idées libérales et est proche du parti progressiste allemand mais en tant que chancelier, il tente de gouverner au-dessus des partis en menant des politiques de conciliation entre les sociaux-démocrates et les conservateurs, tout d'abord la « politique des diagonales » puis la « paix des forteresses ». Cette attitude lui apporte certes quelques éloges des deux camps mais surtout des critiques.
Son rôle lors de l’éclatement de la Première Guerre mondiale est sujet à controverse.
Au début, en 1914 et 1915, il s'oppose à la politique d'annexion de la droite tout en poursuivant tout de même des objectifs de guerre ambitieux. À partir de 1916, il se montre favorable toutefois à la signature d'une motion de paix en tentant d'exploiter la position de force allemande.
En 1917, le conflit entre lui et les membres du Oberste Heeresleitung, le commandement de l'armée allemande, et Paul von Hindenburg et Erich Ludendorff, le pousse à la démission.
Ses valeurs éthiques et ses vues progressistes servent de lignes directrices par la suite à différents groupes comme le club SeSiSo ou à des mouvements de résistance au nazisme comme le cercle Solf et le cercle de Kreisau. Grâce à ses contacts avec le Parti social-démocrate d'Allemagne, il peut s'appuyer sur le soutien de la bourgeoisie.

## Biographie

### Jeunesse

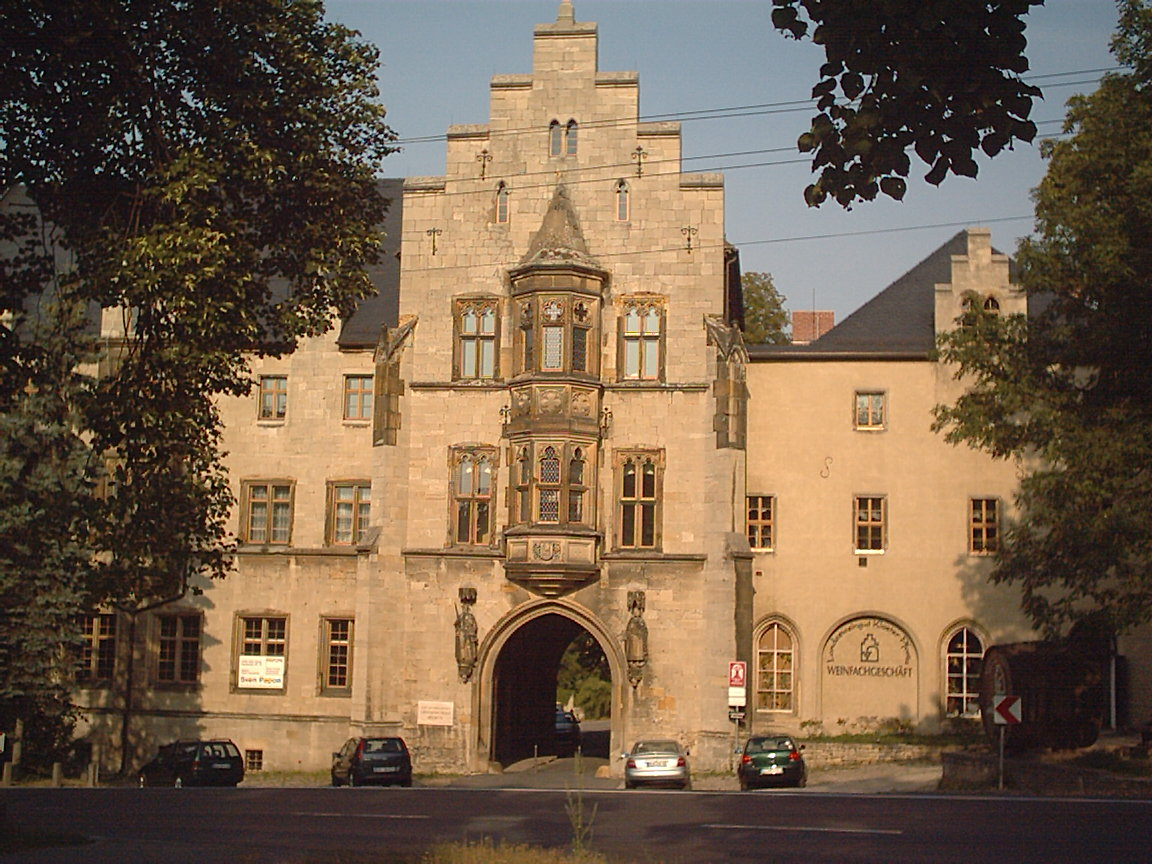
École régionale de Pforta

Theobald von Bethmann Hollweg grandit à Hohenfinow dans la province de Brandebourg où sa famille, descendant de négociants et banquiers de Francfort s'est installée en 1855. Il étudie tout d'abord à domicile avec l'aide de précepteurs. Son éducation est très exigeante : son père Felix von Bethmann Hollweg veut notamment lui inculquer des valeurs de détermination, de fidélité et de sens du devoir. Cela n'est pas sans conséquence puisqu'en 1884 son frère aîné Max, excédé par son père, décide d'émigrer aux États-Unis. Ils ne se réconcilieront jamais et Max meurt en Amérique peu avant le changement de siècle.
La famille Bethmann est liée au futur Guillaume II depuis 1877, lorsque ce dernier, âgé de dix-huit ans, faisait son service militaire au Ier régiment d'infanterie de la Garde et qu'il était cantonné à Hohenfinow chez Felix von Bethmann Hollweg, landrat de l'arrondissement d'Oberbarnim. Ce lien amical de jeunesse favorise l'ascension future de Theobald von Bethmann Hollweg, de deux ans plus âgé que le futur Kaiser.
Pour les fils de la famille, le morne quotidien de la vie provinciale est mis entre parenthèses chaque année par une visite à leur tante maternelle à Paris. Cela permet à Theobald d'acquérir une bonne connaissance de l'Europe et le protège contre les préjugés courants contre l'« ennemi héréditaire ». Par ailleurs, il a des relations très proches avec son grand-père paternel Moritz August von Bethmann-Hollweg, qui rend régulièrement visite à ses petits-enfants, leur raconte des histoires, notamment sur le château Rheineck, et joue avec eux. Il a également promu une politique conservatrice modérée lors de la période du Vormärz. À la différence de son fils Felix, Moritz August est beaucoup plus ouvert aux idées libérales. Theobald se distingue par ses talents musicaux, notamment au piano.
En 1869, il entre à l'âge de 12 ans à l'École régionale royale de Pforta, où il passe l'Abitur en 1875. Son mémoire, entièrement rédigé en latin comme c'est l'usage à l'époque, porte sur la pièce Les Perses d'Eschyle analysée du point de vue de la poétique aristotélicienne. Plus tard il explique qu'il n'a jamais autant eu l'impression d'être surchargé intellectuellement de travail que pendant son séjour à Pforta. La dureté de son expérience scolaire l'amène à critiquer la vision de l'histoire comme donneuse de leçons et l'organisation de l'école tournée vers le passé et repliée sur elle-même. Il n'en est pas moins reconnaissant à l'école d'avoir développé son « libre-arbitre, ».
Son orgueil lui valut d'être peu apprécié de ses camarades de classe. Ses amis proches d'alors que sont Karl Lamprecht et Wolfgang von Oettingen devaient cependant lui rester fidèles toute leur vie. Pour le récompenser de son succès à son examen final, son grand-père lui offre un voyage de plusieurs mois en Italie. Il écrit à ce propos à son ami von Oettingen :
« Le merveilleux apport d'un voyage à Rome, est qu'on y apprend à y réprimer quelque peu sa sentimentalité devant la majesté de l'Histoire et de la Nature, »

### Études

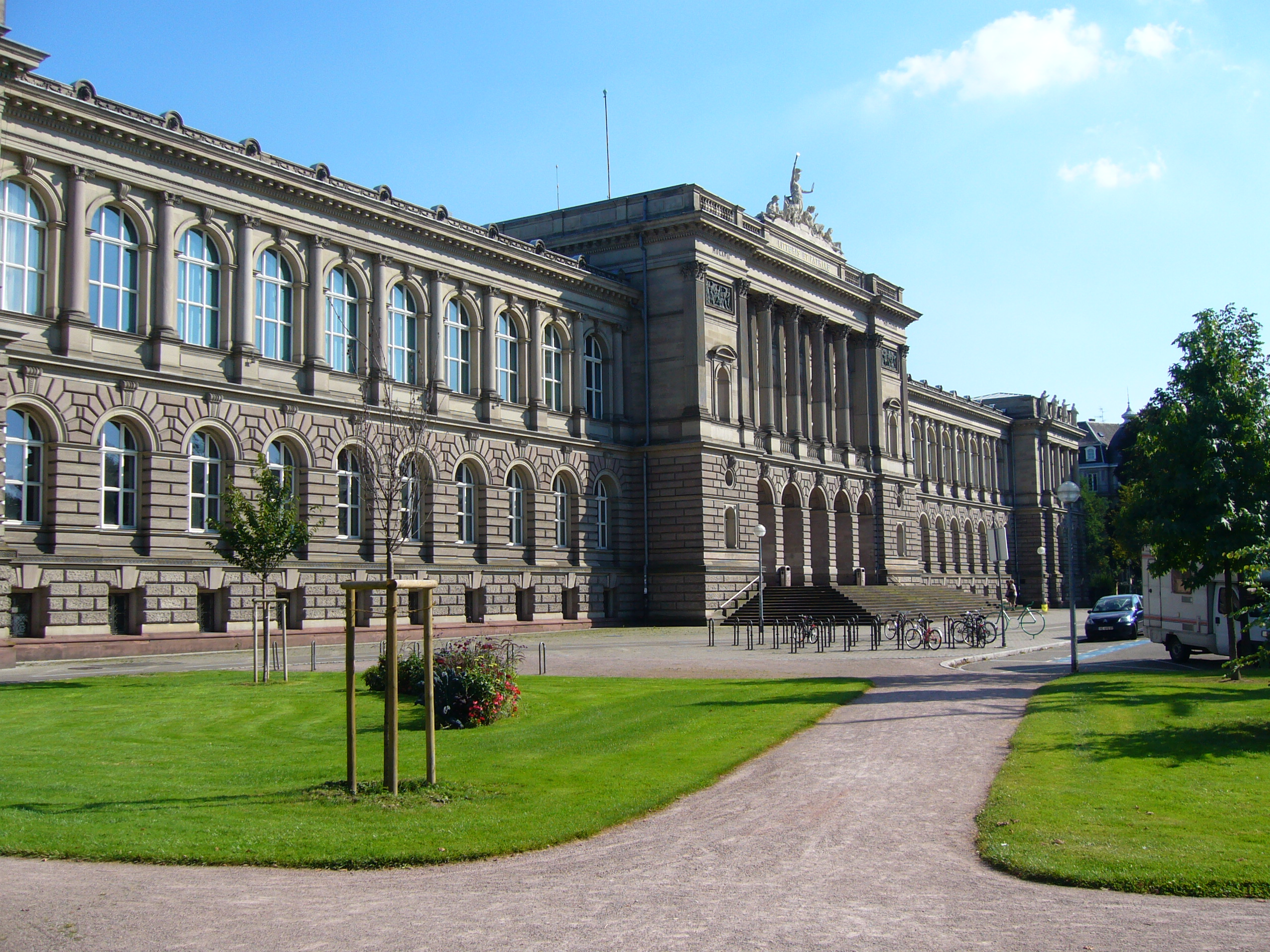
Université de Strasbourg

Après être revenu de son voyage, il commence des études de droit à l'université de Strasbourg. En 1876, il les poursuit à l'université de Leipzig. Un bref service militaire à Berlin le laisse « déprimé et apathique ». Profondément déçu, il se rend compte que l'idéal militaire de sa jeunesse est maintenant « fichtrement éteint ».
Après la seconde tentative d'attentat contre l'empereur Guillaume Ier le 2 juin 1878, il écrit qu'il est définitivement guéri de son idéal utopique de voir se dissoudre toutes les patries dans une sorte de « bouillie mondiale ». Toutefois, malgré son opposition aux actions méprisables des socialistes, il ne s'identifie pas aux lignes politiques existantes : il critique de la même manière la doctrine libérale, les « réactionnaires, idiots à n'en pas revenir », et les « prétendus croisés du Kreuzzeitung ». Sa famille politique naturelle est donc le centre, prêt au compromis entre les socialistes non révolutionnaires et les conservateurs aux idées monarchiques. Contrairement aux fils de l'aristocratie, il n'adhère pas à une corportation étudiante traditionnelle.
Bethmann Hollweg passe son examen final à l'université Frédéric-Guillaume de Berlin. Son professeur est Rudolf von Gneist. Son retour dans la capitale n'est pas dû au patriotisme, il voudrait aussi vite que possible retourner « au Rhin ». Il y reste pourtant et effectue ses premières années de travail au tribunal administratif de Berlin numéro I. Il lit beaucoup, surtout en anglais et en français, et débat avec ses amis d'études. Il juge lui-même que ce cercle de proches très restreint est une erreur due à la pesanteur de son esprit, que dans toute éternité se trouve un profond ennui.
Par amour de la chasse, il voyage en 1879 dans les Carpates après avoir décidé de travailler à l'office prussien des brevets. Il visite Vienne et Budapest. Il écrit à ce propos à Oettingen : « D'autres pays avec d'autres mœurs, que c'est réjouissant pour des castors du Nord comme nous ». Ces mots illustrent bien le fait que les pensées de Bethmann Hollweg ne se cloisonnent pas aux frontières de l'Empire allemand. Il apprend à connaître d'autres peuples et ses compétences linguistiques sont peu communes pour un simple assistant juridique prussien. En octobre 1880, il est muté au tribunal administratif de Francfort-sur-l'Oder.

### Fonctionnaire

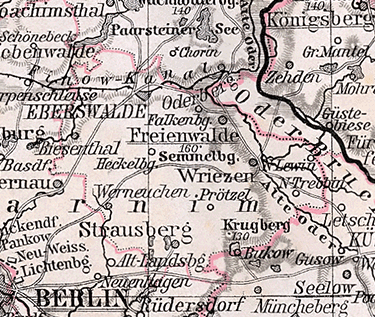
Carte de l'arrondissement du Haut-Barnim

En 1882, Bethmann Hollweg prend ses fonctions dans le district de Francfort-sur-l'Oder, avant de suivre son père non loin de là à Bad Freienwalde. En 1884, il passe avec mention son examen pour devenir assesseur. Il entre en fonction le 10 décembre 1884. L'année suivante, il est muté au gouvernement provincial de la province de Brandebourg à Potsdam. Mais dès la mi-1885, son père Felix von Bethmann veut prendre sa retraite de son poste au Landtag (sorte de conseil cantonal) de l'arrondissement du Haut-Barnim. Theobald lui succède alors, tout d'abord par intérim, puis le 20 janvier 1886 officiellement. À seulement 29 ans il est le plus jeune membre d'un Landtag de Brandebourg.
En juillet 1889, il épouse Martha von Pfuel (de) (née le 21 avril 1865 et décédée le 11 mai 1914), fille du Hauptritterschaftsdirektors (c'est-à-dire directeur de la haute chevalerie) Gustav von Pfuel (de) au château de Wilkendorf (de) dans les environs de Strausberg. Ce mariage avec la nièce de l'ancien ministre-président de Prusse Ernst von Pfuel consacre en même temps l'ancrage de Bethmann Hollweg dans cette région orientale. Il n'est plus considéré comme un Allemand de l'Ouest, bourgeois et « descendant de banquier francfortois », ce qui est mal vu par les cercles conservateurs de la noblesse prussienne. Du mariage naissent quatre enfants, dont un meurt en bas âge. Selon Gerhard von Mutius, cousin de Theobald, il « était et resta un homme solitaire tout au long de sa vie. Il n'était ni assez pédagogue, ni assez joueur, pour s'adonner à la vie de famille, ».
Il est très impliqué dans sa fonction au Landtag. Alors que son père se conduisait encore en Junker, le jeune juriste impose des méthodes toutes différentes : il se rend en personne dans les villages, ne s'adressant pas aux seuls propriétaires, mais également aux ouvriers et y contrôle les dépenses annuelles. Il fait preuve d'une grande justice, se sentant en cela le représentant du roi. Il tente quasiment toujours d'obtenir l'adhésion des citoyens et n'utilise que rarement l'autorité et les commandements. Ce sentiment de responsabilité pour ses « protégés », en fait l'un des membres d'un Landrat les plus progressistes de son temps.
En 1890, les conservateurs, les nationaux-libéraux et les conservateurs libres présentent Bethmann Hollweg comme candidat commun aux élections législatives. Il suit donc les traces de son père, qui l'a convaincu de franchir le pas. Il l'emporte d'une voix, ce qui entraîne des contestations des candidats malheureux qui dénoncent des fraudes et obtiennent de nouvelles élections auxquelles le candidat du parti conservateur libre ne participe pas. Cela marque la fin de la période de la vie de Bethmann Hollweg où il est membre d'un parti politique. Il en garde de l'hostilité pour tout ce qui concerne les partis politiques.
Après dix ans passés au Landtag, il est nommé au gouvernement du haut président à Potsdam. Il y reste trois ans, avant de devenir, le 1er juillet 1889 président du district de Bromberg. Seulement 3 mois plus tard, il devient le plus jeune haut président de Prusse en dirigeant à 43 ans la province de Brandebourg. Cette ascension rapide s'explique par plusieurs facteurs : son talent d'administrateur, le prestige de son grand-père et le soutien du chancelier impérial von Hohenlohe-Schillingsfürst qui observe depuis quelque temps la progression du jeune Bethmann Hollweg.
À la tête d'une des plus importantes provinces du royaume, il change de statut et noue de nombreux nouveaux liens. Le très rapide développement de Berlin soulève des questions complexes liées à la société industrielle. Même si ses contemporains le surnomment le « haut président né, », lui-même se sent quelque peu perdu : il jure à la manière de Goethe sur l'« agitation improductive des bouffons, philistins et des coquins ». Par ailleurs, il reprend sa correspondance avec son ami Oettingen après presque quinze ans d'arrêt. Sans raison particulière, ils s'étaient perdus de vue. Bethmann Hollweg a également négligé ses relations mondaines à cause de son travail. En 1901, il brise la glace et écrit à Oettingen pour lui confier qu'il est très pris par son travail, qu'il a du mal à prendre du recul et doute de trouver ainsi le bonheur .
Se considérant comme un « cosmopolite prussien », il va à l'étranger : en 1904 à Paris, puis à Londres en tant qu'invité de Metternich. À Berlin, l'incorporation de la petite couronne est à l'ordre du jour, Bethmann Hollweg est favorable à cette question, en suivant le modèle du grand Londres.

### Ministre de l'Intérieur prussien

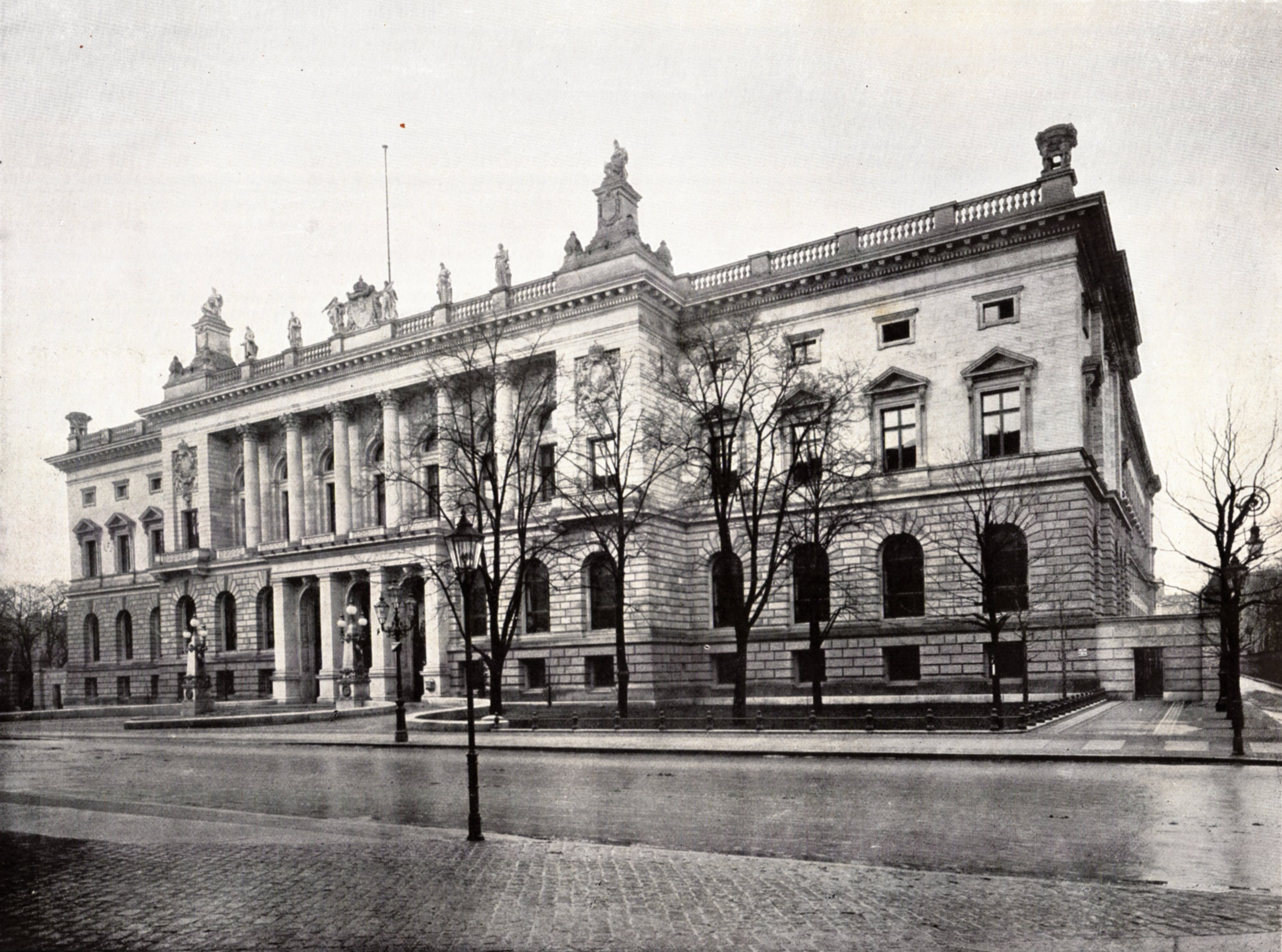
Parlement prussien

Le 21 mars 1905, Bethmann Hollweg est nommé ministre de l'Intérieur du royaume de Prusse, entrant ainsi définitivement dans la politique. C'est à contrecœur qu'il accepte le poste, pensant qu'il ne s’intégrera pas bien dans le système prussien. Sa nomination n'est pas du goût des conservateurs, Ernst von Heydebrand écrit : « Nous avons besoin au poste de ministre de l'intérieur d'un homme à poigne doté d'un fort caractère. À la place vous nous donnez un philosophe! ». Selon le témoignage de Bernhard von Bülow, Heydebrand serait allé plus loin et l'aurait même jugé « trop intelligent ». D'autre part, les sociaux-démocrates et les radicaux-libéraux ne voient en lui qu'un fonctionnaire de plus, représentant de l'État qu'ils détestent ; la gauche le considère donc avec réserve et, comme il n'existe pas de véritable centre, Bethmann Hollweg se retrouve donc politiquement sans-patrie.
Il se donne pour tâche de lutter contre l'éclatement de la société de l'époque, tiraillée entre d'une part la droite, de plus en plus nationaliste et militariste, et de l'autre la gauche radicale et républicaine. Il se place immédiatement dans une politique de compromis, ce qu'il explique au directeur de la chancellerie Friedrich Wilhelm von Loebell: « Les éléments que je voudrais réconcilier ne voient plus rien de la même façon. Ils se tiennent les uns en face des autres comme s'ils faisaient partie de mondes différents. Espérons qu'ils arriveront à s'assimiler peu à peu, autrement nous arriverons à des situations intenables. »
Bethmann Hollweg rappelle rapidement au SPD ses obligations envers l'État existant. Lors de son discours de prise de fonction du 6 avril 1905 devant la chambre des représentants de Prusse, il prend position vis-à-vis de la proposition de la gauche de créer une administration du bien-être, en y déclarant que celle-ci est un des plus grands défis présents. La promotion de la culture nationale populaire doit être au centre des objectifs de l'État afin d'améliorer la qualité des divertissements du peuple. En même temps, il manifeste clairement son opposition au ressentiment tant politique que religieux ou social. Ce dernier point lui vaut les applaudissements des rangs de gauche et des nationaux-libéraux. Il croit dans les capacités de développement personnel de l'homme et se réjouit que croisse un besoin de culture, même dans les couches populaires. Bethmann Hollweg promet d'étudier avec attention la proposition de loi et fait remarquer que la libération de la bureaucratie ne peut venir qu'avec la libre participation de toute la population.
Ce discours détonne avec l'attitude habituelle des ministres de l'intérieur prussiens. Le Berliner Tageblatt écrit en 1909 de manière rétrospective que « dans ce parlement élu par le système des trois classes, à la pensée très pragmatique, on n'est pas habitué à voir exposée une conception du monde nouvelle, ou à discuter de la raison d'État avec des arguments philosophiques. Bethmann Hollweg est vu comme un oiseau rare ».
En 1906, la question du système des trois classes est à l'agenda parlementaire : la position de Bethmann Hollweg a alors plusieurs facettes. Au parlement, il s'oppose certes à l'extension à la Prusse du suffrage universel, en vigueur pour les élections législatives du Reichstag. Il déclare que le gouvernement prussien ne doit ni être en retard sur son temps, ni en avance. Il met en garde face à la « machine à créer de l'égalité qu'est la démocratie », tout en louant la persévérance des ouvriers et la progression des idées de Kant, visant à faire progresser l'homme, à le tirer vers le haut. Il écrit à Oettingen qu'il est conscient de s'être fourré dans un guêpier, que le système des trois classes n'est pas tenable à long terme. Ce système conduit inévitablement à une majorité conservatrice au parlement, le rendant sclérosé. Toutefois, il sait ne pouvoir compter sur le soutien de personne, ni au gouvernement, ni chez le roi, pour défendre un changement de système de vote. Le manque d'idéalisme et de courage des politiques le désespère.
La même année, éclate la grève dans les écoles de Wreschen (de) en Posnanie. Les écoliers polonais réclament que les cours soient de nouveau donnés en polonais. Cette initiative est soutenue par l'Église catholique. Les conservateurs sont favorables à un renforcement de la présence militaire dans la province, mais Bethmann Hollweg rejette cette option et préfère faire des concessions aux Polonais, considérant que l'usage de la force est moralement inacceptable dans ce cas.
Les réformes administratives sont à l'ordre du jour de l'année 1907. Bethmann Hollweg réclame devant la chambre des seigneurs de Prusse : la « levée des entraves bureaucratiques ». Le 19 février, devant la chambre basse cette fois, il déclare vouloir décentraliser autant que possible.
Son opinion selon laquelle le royaume de Prusse doit devenir à la fois plus humain et tolérant, devient clair en 1906 lorsque deviennent publics les penchants homosexuels de Philipp zu Eulenburg, un des amis les plus proches de l'empereur. La cour impériale demande à l'époque à la police berlinoise de produire une liste des hauts fonctionnaires homosexuels. La tâche de vérifier la liste pour le compte du conseil royal incombe à Bethmann Hollweg en tant que ministre de l'intérieur. Pour s'y soustraire, il donne à Hans von Tresckow une liste de criminels, se justifiant en disant ne pas vouloir faire le malheur de tant de gens.
En octobre 1907, Theobald von Bethmann Hollweg quitte le gouvernement de Prusse pour entrer au « gouvernement » de l'Empire en tant que secrétaire d'État impérial de l'Intérieur. Il remplace le très réservé Posadowsky-Wehner. Il obtient en même temps le poste de vice-président de Prusse, ce qui fait de lui l'homme politique le plus important de l'Empire après le chancelier impérial Bülow. Il est à l'époque un habitué du salon de la princesse Radziwill, où convergent hommes politiques et diplomates européens.

### Secrétaire d'État à l'Intérieur

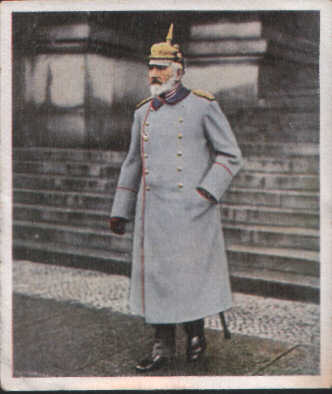
Theobald von Bethmann Hollweg en uniforme prussien

Bethmann Hollweg est appelé au poste de secrétaire d'État à l'Intérieur par Bülow à la suite des élections législatives de 1907, où les sociaux-démocrates ont subi une lourde défaite. Le chancelier espère par là gagner un collègue plus coopératif et qui ne s'opposera plus à lui comme Posadowsky. La bureaucratie n'accepte que difficilement cette nomination. Lui-même ne considère pas qu'il lui soit possible de refuser, la nomination émanant directement de l'empereur. Il écrit à sa femme qu'il a moins peur des lois dictées par l'opinion publique du moment, que de la mouvance apolitique, pleine d'idées toutes faites, qui se propage dans le pays et qui a une grande influence politique.
La mission la plus difficile qui lui incombe alors est celle de présider le Bundesrat en tant que représentant du chancelier impérial. S'opposant à la tradition laissée par son prédécesseur, il donne à la politique intérieure un ton nouveau : en octobre 1907, par exemple, il rend visite au congrès des ouvriers allemands qui réunit des syndicats chrétiens, geste perçu comme un grand pas en avant par les participants.
Le 2 décembre 1907, la création d'un office d'Empire responsable des ouvriers est à l'ordre du jour au Reichstag. Bethmann Hollweg rejette en bloc cette proposition, car les tâches qui lui seraient attribuées relèvent à l'époque du secrétariat d'État à l'intérieur. Il repousse en même temps l'affirmation que le gouvernement serait inactif en matière sociale, cela lui paraît une évidence tant l'Allemagne d'alors est pénétrée de cette idée sociale. Il met par contre en doute le fait que cela soit une évidence pour le parlement. Cet angle d'attaque, assez classique chez Bethmann Hollweg, reflète bien sa vision de la politique : c’est directement dans l'électorat qu’il cherche les tendances et non parmi ses représentants. Pour imposer cette nouvelle vision du monde, plus sociale et économique, il faut « créer de la place » sur la scène politique.
Quelques jours plus tard seulement, il présente son projet de loi concernant les associations, dite Vereinsgesetz (de). Elle maintient l'interdiction d'utiliser une langue étrangère en leur sein, mais dans le seul cas où les paroles prononcées seraient dirigées contre l'Empire. Il ouvre ainsi la porte à la création d'associations polonaises. La loi est votée au Reichstag par la majorité qu'il a réunie autour de lui.
Début 1908, il est question au sein du conseil des ministres prussiens de légiférer contre les sociaux-démocrates. Le chancelier impérial laisse tout pouvoir en cette affaire à son secrétaire d'État. Ce dernier s'oppose à ce projet de loi, car cela mettrait en danger le processus d'« embourgeoisement de la social-démocratie » que Bethmann Hollweg a encouragé à de nombreuses occasions.
À la même période, six députés sociaux-démocrates sont invités à siéger à la chambre haute du parlement prussien. Cette décision est justifiée par Bethmann Hollweg dans la note « C'est à la liberté que je pense ». À son discours du Trône du 20 octobre 1908 préparé par Bethmann Hollweg, Guillaume II annonce une réforme du système électoral prussien. Il promet un progrès significatif, désignant la réforme comme une des plus importantes tâches du moment. Friedrich Naumann, qui appréciait le style du secrétaire d'État, devait plus tard souligner l'influence positive que ce dernier avait eue sur le Kaiser.
Le 28 octobre 1908, à peine huit jours après le discours du trône, l'Empereur donne au Daily Telegraph un entretien qui déclenche l'affaire éponyme. La majorité du chancelier s'étant déjà brisée lors du débat sur les droits de succession, l'Empereur lui retire alors sa confiance et le démet. La voie est maintenant ouverte à Bethmann Hollweg.

### Chancelier impérial

#### Entrée en fonction et période réactionnaire

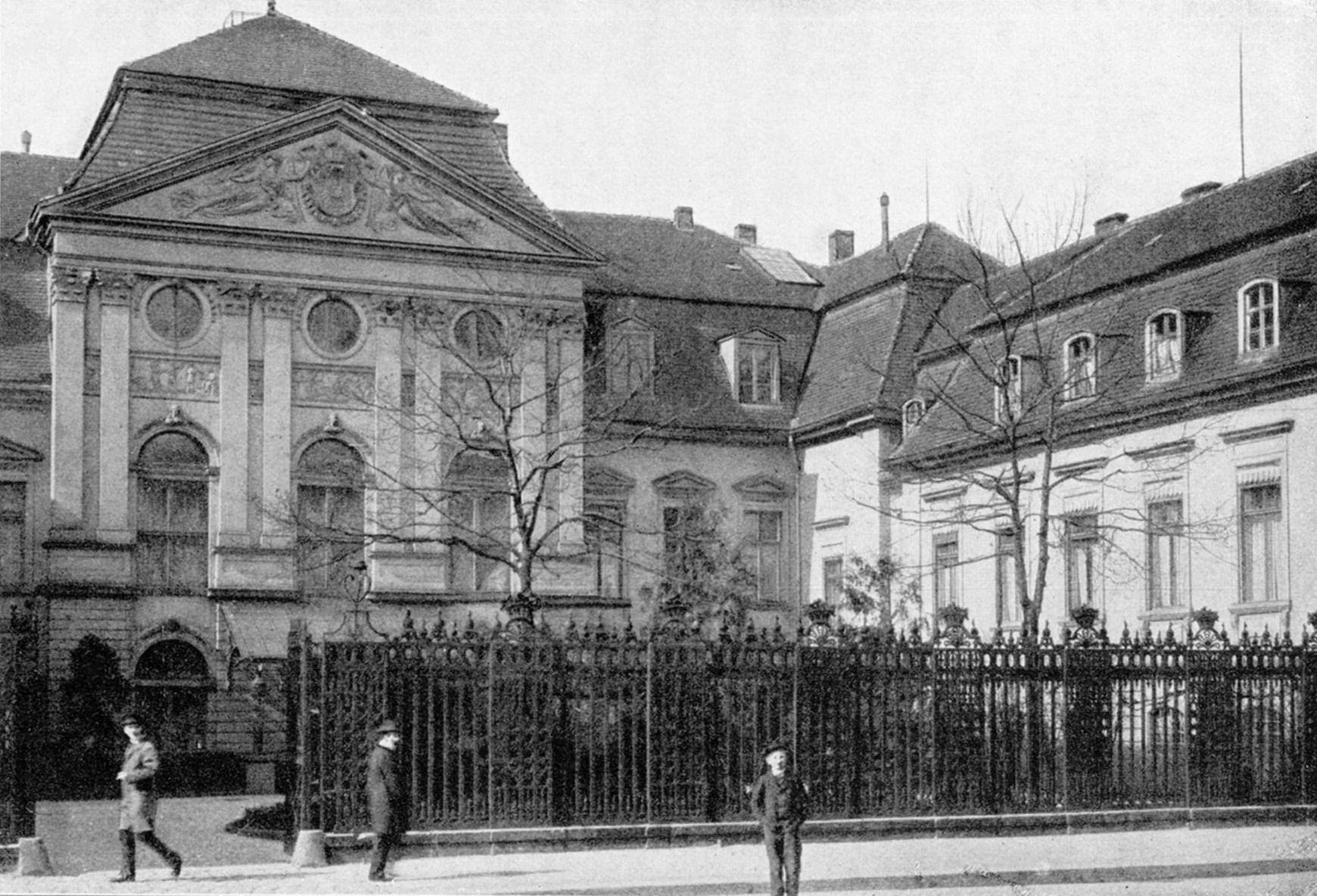
La chancellerie dans la Wilhelmstraße.

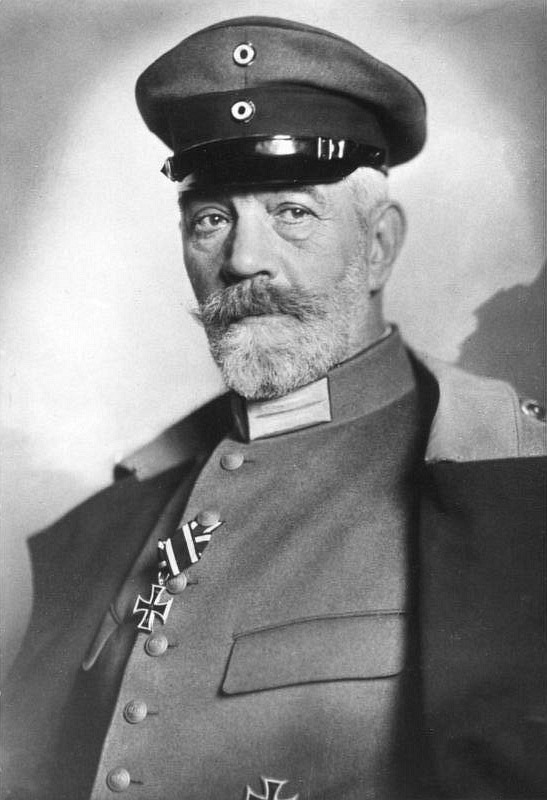
Theobald von Bethmann-Hollweg.

Guillaume II nomme Bethmann Hollweg chancelier impérial le 7 juillet 1909. Un tel choix se comprend : Bethmann Hollweg en tant que second de Bülow connaît déjà bien les rouages de l'État et l'empereur pensait que sa personnalité apte au compromis permettrait de calmer la situation entre les partis rivaux. De plus, son attitude modérée et le succès de ses derniers conseils donnés à l'empereur font que Bethmann Hollweg est dans les bonnes grâces impériales. Sa nomination a également été défendue dans les cercles politiques par le très influent Friedrich von Holstein.
Loebell, le directeur de la chancellerie, écrit plus tard qu'un Bethmann Hollweg l'a imploré les larmes aux yeux de dissuader Bülow de le proposer au poste suprême. C'était le baron von Schorlemer-Lieser, alors haut président de la province de Rhénanie, qui devait selon lui devenir chancelier à sa place. Finalement Bethmann Hollweg accepte sa nomination comme un ordre de l'empereur auquel il devait se soumettre. Il explique à Karl von Eisendecher (de) : « Seul un génie ou un homme ambitieux, assoiffé de pouvoir peut convoiter un tel poste. Je ne suis ni l'un, ni l'autre. L'homme normal peut juste, en dernier recours, accepter son devoir, ».
Tous les partis, y compris le SPD, saluent cette nomination, même si le Zentrum émet des doutes et que les sociaux-démocrates le considèrent comme un chancelier de plus, fidèle à l'empereur. Toutefois l'acceptation générale de sa nomination se fait à cause de sa personnalité à multiples facettes. Il ne vient pas de l'Est de la Prusse et n'est pas un Junker, tous ces éléments lui évitent la défiance de la gauche. Le prestige de sa famille le rend respectable auprès des nationaux-libéraux et du centre. Enfin, son activité de fonctionnaire lui attire la confiance des conservateurs.

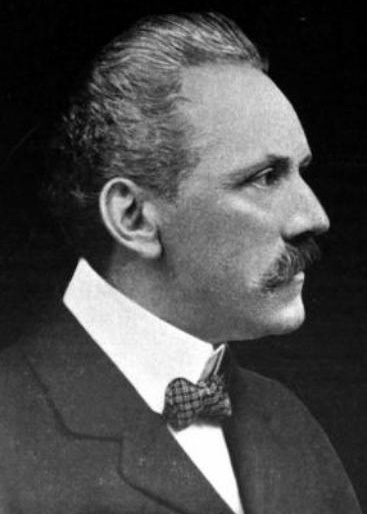
Un des amis politiques de Bethmann Hollweg : le comte Paul Metternich, diplomate.

À l'étranger aussi sa nomination fait l'unanimité : le Journal des Débats français parle d'un signe apaisant pour les relations franco-allemandes. L'ambassadeur français à Berlin, Jules Cambon, lui envoie d'ailleurs un message de félicitations, ce qui est une première. Le comte Metternich, ambassadeur d'Allemagne à Londres, écrit qu'Édouard VII considère le nouveau chancelier comme un partenaire important pour le maintien de la paix. L'Autriche-Hongrie et la Russie envoient également des messages de félicitations. Enfin William H. Taft, président des États-Unis, se félicite que le nouveau chancelier soit issu de l'administration, ce qui est également nouveau.
La baronne Spitzemberg, salonnière, fait le commentaire: « Comment un cheval si noble pourra-t-il extirper du marais un chariot si lourd et si embourbé ».

#### Politique intérieure
En 1910, Bethmann Hollweg présente une proposition de loi pour réformer le droit électoral prussien, mais elle est rejetée par le Reichstag.
En janvier de la même année, il entame une correspondance avec le professeur Lamprecht et lui écrit que le gouvernement doit affronter une grande tâche : améliorer la culture politique du peuple afin qu'il dépasse le stade des mots et de la superficialité. Le chancelier pense que le rôle d'un homme d'État est de porter une grande attention au progrès.
Comme Bethmann Hollweg sent, depuis qu'il a été secrétaire d'État, qu'il a une responsabilité particulière vis-à-vis des États du sud de l'Allemagne (son passage à Strasbourg pendant ses études n'est pas étranger à ce sentiment) il met en jeu son poids politique pour faire progresser les droits du Land d'Alsace-Lorraine. Ce dernier obtient le droit d'avoir une constitution propre avec un parlement bicaméral, dont la chambre basse est élue au suffrage universel à la manière du Reichstag. Cette loi est acceptée le 23 mars 1911, malgré l'opposition de conservateurs et de militaires car, contrairement à ce qui s'était passé pour la Prusse, le chancelier ne se heurte pas à l'opposition de conservateurs influents et son initiative de constitution démocratique peut aboutir,.

#### Politique extérieure
Au niveau de la politique étrangère, Bethmann Hollweg accorde dès le départ beaucoup d'importance aux bonnes relations avec la Grande-Bretagne. Il considère que la relation avec l'Autriche est du domaine de l'acquis et qu'il vaut mieux concentrer ses efforts pour obtenir une bonne entente avec les autres grandes puissances. Il nomme Kiderlen-Waechter aux Affaires étrangères. Cette nomination d'abord prometteuse, tourne rapidement à la déception. Le Souabe se montre en effet impulsif, et trop peu en accord avec le chancelier. Même si Guillaume II exige encore lors de son discours du Trône de 1909 que l'Empire allemand cultive ses « relations paisibles et amicales avec les autres nations », la diplomatie de Kiderlen-Waechter au moment du coup d'Agadir ne suit pas du tout cette orientation. Bethmann Hollweg déclare en 1910 devant le Reichstag :
« Notre politique étrangère vis-à-vis des autres puissances a uniquement pour objectif le développement des forces économiques et culturelles de l'Allemagne. Cette ligne de conduite n'est pas choisie au hasard, mais parce qu'elle tient à l'essence même de ces forces. La libre concurrence des autres nations ne peut être arrêtée ni même entravée par aucune puissance sur terre. […] Nous avons tous le devoir, de participer à cette concurrence selon les règles fondamentales du commerce honnête, ».
Selon von Vietsch, son comportement passif lors de la crise marocaine lui a été reproché par la suite. Le fait qu'il ait laissé Kiderlen-Waechter agir à sa guise malgré ses réserves s'explique par son manque d'expérience en matière de politique étrangère. Il ne s'est pas senti suffisamment compétent pour imposer ses vues.

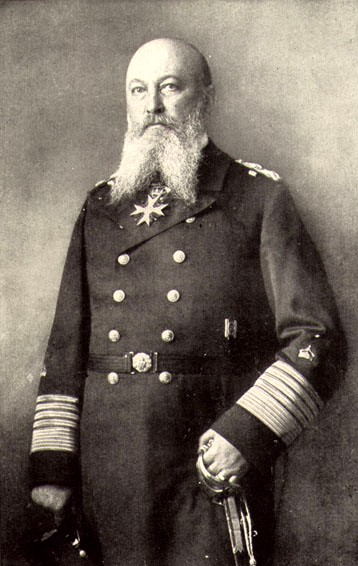
Son adversaire sur la question de la flotte impériale : Alfred von Tirpitz

Un autre problème lié à la politique extérieure pour Bethmann Hollweg est le souhait du secrétaire d'État 
Alfred von Tirpitz d'augmenter la flotte de la marine impériale. Le chancelier travaille sur ce dossier à partir de 1909 en coopération étroite avec la Grande-Bretagne et en particulier avec son ambassadeur Paul von Metternich afin, d'une part de permettre cette extension, d'autre part d'améliorer les relations diplomatiques entre les deux pays. Cependant ces efforts ne sont pas couronnés de succès, les conservateurs allemands et britanniques s'y opposant dans leurs parlements respectifs. La crise du Maroc n'améliore pas la situation.
À l'inverse, les relations germano-russes s'améliorent nettement après le coup d'Agadir. En 1910, l'empereur Nicolas II est en visite à Potsdam. Le chancelier y voit une chance de se rapprocher de l'Angleterre. Les discussions vont bon train et, en repartant, la cour de Russie déclare que le risque de guerre avec l'Allemagne est au plus bas.
Sa politique étrangère est critiquée. Le SPD est quant à lui reconnaissant. Ludwig Frank déclare ainsi devant le Reichstag qu'une guerre avec la France sur la question marocaine serait un délit purement démagogique. Les nationaux-libéraux critiquent le chancelier ; Rathenau, pourtant ami politique de Bethmann Hollweg, écrit en note après une rencontre avec Bülow : « Manque d'objectifs aussi bien en politique intérieure qu'extérieure. Au moins la politique de Bülow avait un but, la place au soleil, la flotte, la puissance. Maintenant c'est le vide, ».
La crise d'Agadir se termine par un accord avec la France : l'Allemagne reconnaît les revendications françaises sur le Maroc tandis qu'elle agrandit considérablement le Kamerun. Le secrétaire d'État aux affaires coloniales, Friedrich von Lindequist, conservateur, démissionne en novembre 1911 en signe de protestation. Pour le remplacer, Bethmann Hollweg nomme le gouverneur du Samoa, Wilhelm Solf, un des rares diplomates ayant la même ligne politique étrangère que le chancelier. Solf accorde lui aussi une grande importance à la négociation pour le maintien de la paix. Il est d'ailleurs un des héritiers politiques du chancelier après la mort de ce dernier.
En 1912, la mission Haldane, commanditée par Bethmann Hollweg pour régler la question de la flotte, essuie un nouvel échec. Cependant le ministre des Affaires étrangères britannique Edward Grey lui accorde encore beaucoup de crédit et dit à son propos : « Aussi longtemps que Bethmann Hollweg sera chancelier, nous coopérerons avec l'Allemagne pour la paix en Europe, ».
En 1912, le chancelier impérial organise une visite entre le Kaiser et le Tsar à Port Baltiski, dans la lignée de la visite russe de Potsdam en 1910. Bethmann Hollweg peut écrire après ses discussions avec le premier ministre Kokovtzov et le ministre des Affaires étrangères Sazonov, qu'ils ont noué des liens amicaux. Il en profite pour visiter Saint-Pétersbourg et Moscou.
Le 25 juillet 1912, Rathenau passe à Hohenfinow. En évoquant son voyage en Russie, Bethmann Hollweg parle de sa confiance pour trouver un accord avec la Russie. A posteriori cela souligne que la guerre n'est pas à l'époque en préparation. Rathenau propose à Bethmann Hollweg les plans suivants pour sa politique extérieure : union douanière européenne, entraver l'impérialisme britannique en mer Méditerranée, alliance avec la Grande-Bretagne et acquisition coloniale. Même si le chancelier n'a pas la même pensée, il signe le catalogue de proposition d'un « d'accord sur tous les points ».

#### Incident de Saverne

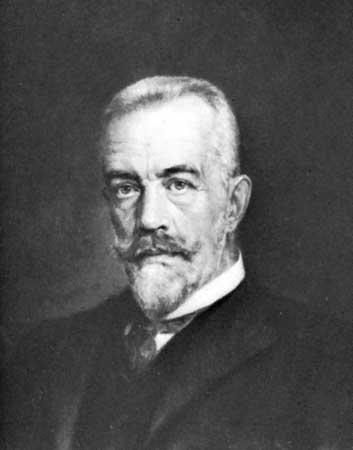
Theobald von Bethmann Hollweg

Fin 1913, l'incident de Saverne fait des remous dans l'opinion publique allemande. Dans la ville alsacienne de Saverne, un sous-lieutenant a tenu des propos humiliants à l'égard de la population locale. L'officier n'est réprimandé que légèrement, et l'armée a réagi aux protestations populaires par des emprisonnements arbitraires. Bethmann Hollweg prend contact avec le gouverneur de la ville Karl von Wedel avant d'aller présenter son indignation au Reichstag et à la population. Sa politique « diagonale », de conciliation est menacée par l'affaire qui déchaîne les passions.
Le 2 décembre 1913, il déclare devant le parlement que le Kaiser doit « être respecté quelle que soit la situation ». Cela laisse l'impression que le chancelier suit la position de son ministre de la guerre Erich von Falkenhayn. Les partis qui jusqu'alors soutiennent Bethmann Hollweg dans sa politique progressiste : le Zentrum, le parti progressiste, le parti national-libéral et le SPD, lèvent alors une motion de censure contre le chancelier impérial. Philipp Scheidemann se réfère aux constitutions britannique et belge, ce à quoi Bethmann Hollweg réagit de manière molle et quelque peu irritée. Le chancelier du centre semble avoir tourné la barre à droite, alors qu'il est pourtant toujours aussi impopulaire dans les cercles nationaux-conservateurs, où il est traité de « démocrate » en guise d'insulte. Le Kronprinz soutient les Berlinois dans leurs manifestations où ils demandent la démission du chancelier. L'empereur étudie de son côté les potentiels candidats au poste. Bethmann Hollweg est dépassé par les événements. Contre son souhait, le Kaiser fait une apparition au parlement pour rappeler la neutralité et la loyauté du gouvernement. Bethmann Hollweg doit prêter allégeance aux militaires, il est très affaibli sur le plan politique et regrette à ce moment-là de ne pas avoir de parti politique derrière lui.

#### Armement
S'il est réticent au renforcement de l'armement de la flotte, Bethmann Hollweg ordonne lui-même celui de l'armée de terre. En avril 1912, il présente une proposition de loi dans ce sens devant le Reichstag, faisant fi des critiques du SPD. Son président Hugo Haase met en garde contre ce qu'il voit déjà comme une course à l'armement, augmentant par là même le « risque d'embrasement mondial ».
Exactement un an plus tard, Bethmann Hollweg présente un nouveau projet de réforme de l'armée, qui prévoit l'augmentation du nombre d'hommes à terre de 136 000 et un investissement de 1,3 milliard de Mark en équipement militaire. Haase répète ses mises en garde. Pour financer le projet, un impôt militaire extraordinaire doit venir taxer les propriétés valant plus de 10 000 Mark. Le SPD réclamant depuis longtemps déjà ce type de taxes, ils finissent par voter ce passage de la loi.

#### Période d'espoir
Fin 1913, les tensions s'apaisent et le chancelier redevient optimiste au niveau de la politique extérieure. La signature du traité de Bucarest semble mettre fin aux problèmes dans les Balkans, à moyen terme du moins. Sa correspondance avec le ministre russe Sazonov va également dans ce sens. La crise Liman von Sanders (de) et celle liée à l'envoi d'instructeurs militaires dans l'Empire Ottoman semblent appartenir au passé, malgré la montée du panslavisme en Russie. Le monde lui semble avoir repris ses esprits.
De nombreuses citations du chancelier semble montrer qu'il a tout tenté pour éviter l'éclatement d'un conflit mondial. Les manœuvres russes en Perse rapprochent de plus provisoirement la Grande-Bretagne de l'Allemagne. Au début de l'été 1914 toutefois, le gouvernement prend connaissance des conventions maritimes russo-britanniques, cela jette un discrédit certain sur la politique étrangère du chancelier. Déçu par le ministre des affaires étrangères britannique Edward Grey, il écrit à l'ambassade allemande à Constantinople, qu'il faut s'abstenir de tout conflit en Turquie dans un proche avenir. Peu de jours après, à la suite d'une dispute avec le général en chef von Moltke, le chancelier se retire à Hohenfinow pendant quelques jours. C'est chez lui qu'il apprend l'attentat de Sarajevo.

#### Du «chèque en blanc» à la déclaration de guerre
Quelques semaines auparavant, l'épouse de Bethmann Hollweg est décédée. C'est dans ces circonstances que le chancelier doit affronter la crise de juillet. Guillaume II renouvelle auprès de l'ambassadeur austro-hongrois à Berlin, Szögyeny, l'assurance de la fidélité de l'Allemagne. Cela n'a rien d'une surprise, la Duplice étant en place depuis le temps du chancelier Hohenlohe. Bethmann Hollweg réaffirme encore une fois cette fidélité le 6 juillet. L'attitude du chancelier allemand permet à l'Autriche-Hongrie de se montrer plus agressive vis-à-vis de la Serbie.
En même temps, Bethmann-Hollweg confie à son secrétaire d'État Gottlieb von Jagow le soin de télégraphier à son ambassadeur à Londres, Lichnowsky, la mission de rassurer le gouvernement britannique quant aux intentions de l'Allemagne. En aucun cas, le Royaume-Uni ne doit penser que l'Allemagne pousse l'Autriche-Hongrie au conflit.
Afin d'éviter une propagation du conflit, le chancelier demande à l'empereur de maintenir sa croisière annuelle en mer Baltique à bord de son yacht comme à l'accoutumée. Le Kaiser laisse donc les mains libres aux Autrichiens, même s'il reste critique vis-à-vis de ces derniers, comme l'ambassadeur français à Vienne, Dumaine, l'atteste.
Bethmann Hollweg confie déjà en interne, notamment à Kurt Riezler, ses craintes que si l'Autriche prend un ton trop expansionniste, il ne soit plus possible de contenir le conflit aux Balkans, que ce dernier devienne mondial.[non neutre]
Pourtant même fin juillet quand le ministère des affaires étrangères allemand apprend que l'ultimatum austro-hongrois contre la Serbie est imminent, le chancelier laisse faire Vienne. Le chancelier pense que les Allemands ne doivent pas intervenir dans les affaires autrichiennes.
Espérant la neutralité de la Grande-Bretagne, il télégraphie au Foreign Office : 
« L'Autriche protégeant ses intérêts les plus vitaux par ses agissements, l'Allemagne alliée ne peut se permettre d'ingérer... Nous ne prendrons les armes que si nous y sommes forcés, ».
Le 26 juillet, les Britanniques tentent de jouer les médiateurs, sans succès.
Quand le 28 juillet 1914, la nouvelle de la réponse diplomatique de la Serbie à l'ultimatum autrichien arrive à Berlin, l'empereur Guillaume II pense que la crise est finie, qu'il n'y a plus de raison de faire la guerre. Il fait une proposition similaire à celle de lord Edward Grey, dite solution « Stop in Belgrade », qui propose aux Autrichiens d'occuper la capitale serbe le temps d'obtenir les garanties nécessaires pour le respect des conditions de l'ultimatum. Guillaume II propose que Belgrade et Vienne continuent leurs négociations pour trouver une solution durable à la situation balkanique.
Bethmann Hollweg, craignant l'entrée en guerre du Royaume-Uni, veut également que l'Autriche renonce à ses volontés d'annexion en Serbie. Toutefois, il est conscient que cela n'est pas suffisant pour rassurer les Russes.
Le chancelier, l'armée et les services diplomatiques, furieux contre ce revirement de l'empereur[pas clair] , décident de concert de falsifier et de retarder ses missives (tout comme Bismarck l'avait fait avec la dépêche d'Ems en 1870). Le chancelier et le ministère des affaires étrangères décident en conséquence d'entraver, par des retards et des réécritures, l'action de l'empereur quand celui-ci veut envoyer des propositions de modération à Vienne,.
Vienne propose de partager la Serbie entre l'Autriche et la Russie, qui n'a pourtant aucune revendication sur le pays. Cette proposition est vivement repoussée par l'Allemagne. Pour la première fois Bethmann Hollweg se lève, avec prudence certes, contre la monarchie du Danube. Il télégraphie au ministère des affaires étrangères : « L'Empire allemand ne peut soutenir une politique de double jeu. Nous y perdrions notre position d'intermédiaire avec Saint-Pétersbourg, nous serions obliger de suivre Vienne en toute chose. Je m'y refuse, même au péril de me faire accuser de mollesse, ».
L'opposition soudaine du chancelier à l'Autriche, montre qu'il ne prend pas ses décisions de politique extérieure en suivant la raison d'État ou des calculs, mais l'éthique[non neutre]. Le même jour, il discute avec l'empereur de son souhait de remettre à l'ordre du jour la question de la flotte avec la Grande-Bretagne une fois la crise passée.
Au même moment, l'Italie, pourtant membre de la Triplice, négocie des compensations.
Le ministre des affaires étrangères britannique Grey avertit alors l'Allemagne, que si le conflit ne se limite pas à l'Autriche et la Russie, si la France et l'Allemagne entrent en jeu, alors la Grande-Bretagne ne pourrait rester neutre. Bethmann Hollweg communique alors à l'ambassadeur allemand à Vienne, que l'Autriche doit négocier avec la Russie. Certes, l'Allemagne est prête à remplir son rôle d'alliée mais elle ne peut se laisser entraîner de manière irréfléchie dans une guerre mondiale.
Mais il est trop tard pour freiner les ardeurs de l'Autriche-Hongrie et de la Russie. Les armées autrichienne et russe sont déjà en mouvement. Il n'est pas question de laisser tomber l'Autriche. Le général en chef Moltke demande à l'empereur Guillaume II de décréter la mobilisation générale.
Les plans d'action de l'état-major allemand qui prévoient une invasion de la Belgique, mettent un terme à l'espoir de Bethmann Hollweg d'un conflit limité.
Dans ses mémoires, Tirpitz compare la situation du chancelier pendant ces quelques jours à une « noyade ».

#### Déclenchement de la guerre

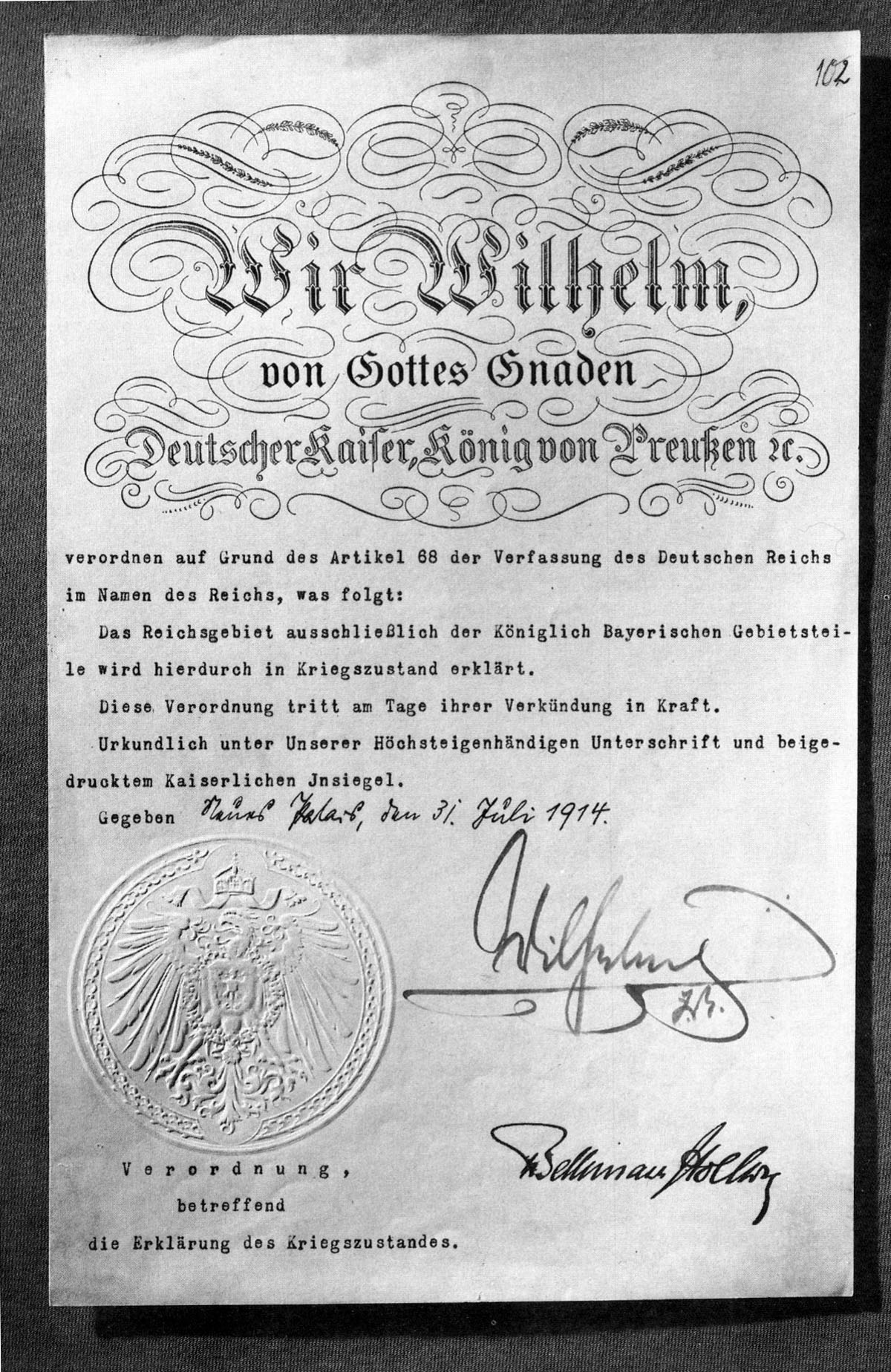
Déclaration de l'état de guerre dans l'Empire allemand

Le 31 juillet 1914, l'état de guerre est déclaré. Bethmann Hollweg, contrairement au ministère de la Guerre, tient à déclarer formellement la guerre, conformément au droit international. Son souhait de continuer à observer les lois en pleine guerre étonne à Berlin. L'empereur de Russie propose de régler la question serbe devant la cour permanente d'arbitrage, mais le chancelier refuse, les Russes ayant déjà terminé leur mobilisation quelques jours auparavant.
Le 3 août encore, le chancelier tente de persuader Grey que l'invasion de la Belgique par les Allemands n'est due qu'à la mobilisation russe ; qu'il a tout tenté pour éviter d'enfreindre les accords internationaux et le déchirement absurde des nations européennes,.
Le 4, le chancelier se présente devant le Reichstag et déclare que l'Allemagne n'a pas voulu la guerre, que la faute incombe aux Russes et que l'entrée en guerre des Britanniques est imminente. L'infraction au droit international en Belgique doit être rapidement réparée par l'Empire allemand. Il argumente qu'un État menacé a le droit de se défendre.
Le soir même, il s'entretient encore avec l'ambassadeur britannique Goschen. En larmes, il lui dit que pour un « chiffon de papier » (en parlant de la déclaration de neutralité de la Belgique) la Grande-Bretagne voudrait déclarer la guerre à une nation ayant d'aussi forts liens avec elle, qui souhaite vivre en paix avec elle. Tout son travail partirait alors d'un coup en fumée. Les deux hommes se sont alors embrassés. Dans ses mémoires, Bethmann-Hollweg avoue qu'avoir appelé le traité un « chiffon de papier » a été un dérapage, même s'il maintient que la neutralité belge est insignifiante en comparaison de la guerre mondiale.

#### 1914: Inquiétude puis ivresse de la victoire
Au début de la Première Guerre mondiale Bethmann Hollweg s'est fait des illusions, il doit par la suite accepter le fait que la propagande de guerre a joué son rôle, y compris au Royaume-Uni. La détermination britannique est sans faille, le débarquement d'un corps expéditionnaire en Flandres en est la claire démonstration.
Au départ, Bethmann Hollweg n'est pas affecté par l'élan de patriotisme qui touche le pays,. Karl Helfferich, un opposant de Walther Rathenau, important conseiller du Kaiser et du chancelier, dirige le commandement des armées avec Bethmann Hollweg. Helfferich écrit plus tard que la question du « comment faire la paix » a occupé continuellement le chancelier. Il pense par exemple à abandonner Kiautschou. Cela associé à une nouvelle affectation pour l'escadre d'Extrême-Orient doit permettre un rapprochement avec la Grande-Bretagne, mais aussi avec le Japon.
Le chancelier nomme par la suite les objectifs de guerre dans son programme de septembre. De nombreuses revendications territoriales sont faites, surtout à l'encontre de la Russie. Une union douanière européenne doit être créée afin de lever les dernières barrières opposées au développement de l'économie allemande et ainsi garantir sa domination en Europe centrale. Ces objectifs ont été vraisemblablement écrits principalement par Kurt Riezler plutôt que par le chancelier. Le premier dit le 20 septembre 1914 que dans ces questions le chancelier ne fait qu'écouter. Ce dernier a néanmoins signé tous les objectifs de sa main. Le programme de septembre ne reprend que partiellement les attentes des militaires. La question de la ville d'Anvers reste ouverte. Selon Tirpitz, Bethmann Hollweg valide les plans d'annexion de la ville et de la région au nord de celle-ci, qu'on lui présente en août 1914. De même, en novembre 1914, un employé du chancelier, Otto Hammann (de), lui écrit depuis Charleville qu'il croit que le maintien d'une demi-souveraineté pour la Belgique est une utopie. Face à l'historien Hans Delbrück, le chancelier avoue en 1918 que le rétablissement de la souveraineté belge était objectivement la meilleure. Mais que la pression exercée par les militaires pour l'annexion l'emportait, qu'après Bismarck, les hommes politiques n'ont qu'un pouvoir très limité face aux militaires.
Face à ces vœux d'annexion, Bethmann Hollweg considère que la Belgique est occupée en « gage », repoussant la question de l'annexion à la fin de la guerre. Comme il l'a dit le 4 août, il considère la situation belge comme contraire au droit, par la suite il semble ne pas retirer ses mots, même si certains historiens en doutent. Son ami Karl von Weizsäcker (de) avoue en mai 1917, que l'usage de ces formules sont là pour gagner le consentement des sociaux-démocrates. Devant la commission d'enquête de l'Assemblée nationale de Weimar, Bethmann Hollweg ne retire pas non plus le fait que l'invasion de la Belgique était illégale.
Bethmann Hollweg répète à qui veut l'entendre que la guerre a un caractère défensif. Il parle de la « sécurité » de l'Empire. En cas de victoire, il évoque une Allemagne plus forte, jamais une Allemagne plus grande, comme le note le chimiste pangermaniste Hans von Liebig (de) d'un ton réprobateur.

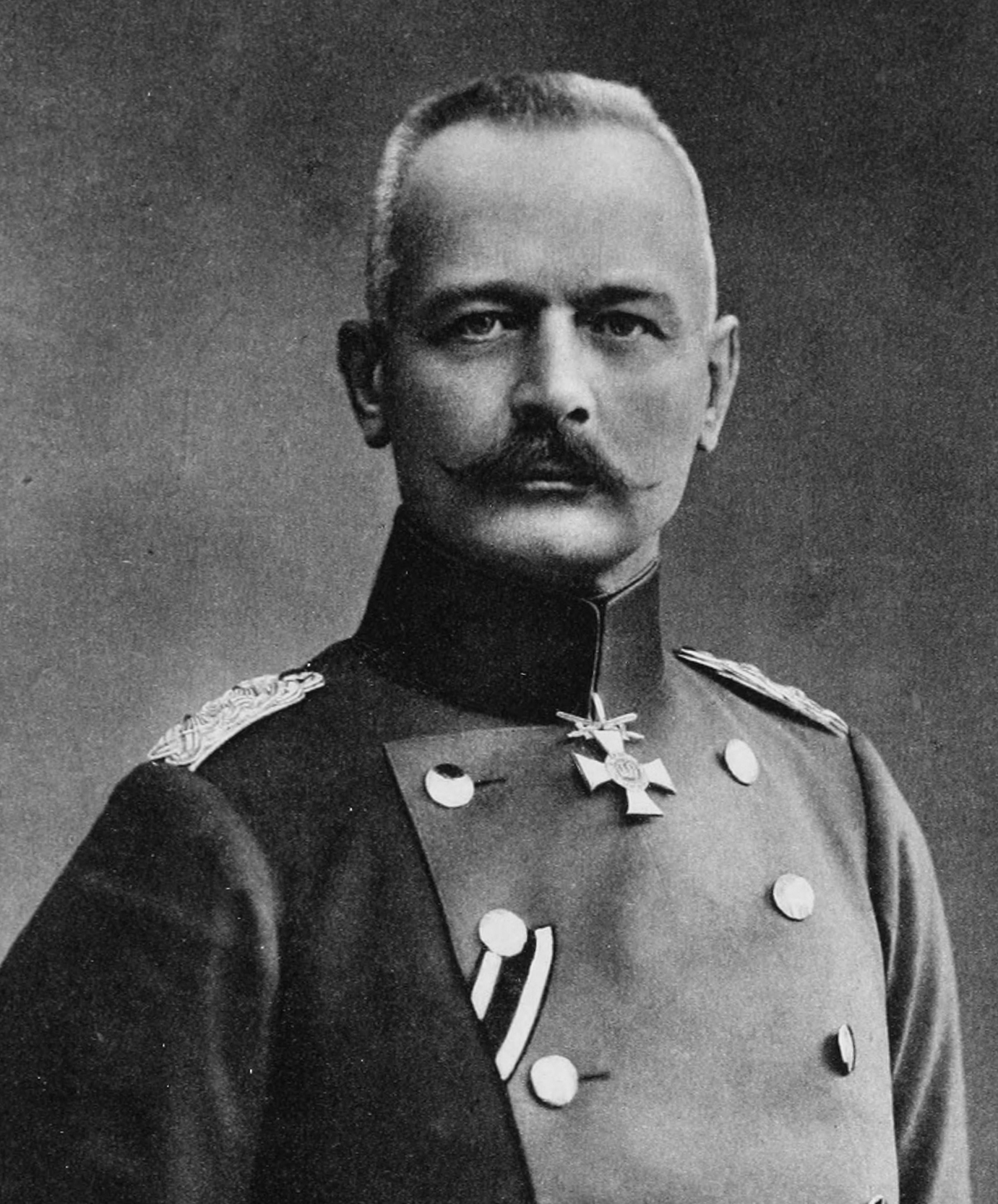
Général en chef Erich von Falkenhayn

Un autre sujet de discorde est celui de la manière de traiter l'actualité de la guerre et d'en diffuser l'image au public. D'un côté le général von Falkenhayn a émis le souhait dès septembre 1914 et la bataille de la Marne de diffuser toutes les nouvelles venant du front, bonnes ou mauvaises; mais sur le conseil du ministère des affaires étrangères — qui met en garde contre les conséquences incalculables que cela pourrait avoir à l'étranger — et de plusieurs fédérations économiques, Bethmann Hollweg décide de limiter la diffusion des informations relatives à la situation militaire. Il considère que la confiance dans la victoire est un élément indispensable pour maintenir le moral de la population.
Au Reichstag les nationaux-libéraux font cap à droite et deviennent favorables à des annexions. Le chancelier note que les partisans des annexions et les opposants d'une réforme du droit de vote en Prusse sont les mêmes. Les questions de politique extérieure sont donc intimement liées à celles de politique intérieure, ce qui rend les choses complexes pour le chancelier et le Kaiser.
Certes au début de la guerre, les différends entre les partis sont un temps oubliés pour laisser place au sentiment patriotique : c'est la « Burgfrieden », la paix des forteresses. Le chancelier est le grand artisan de cette paix, notamment en barrant les plans de Tirpitz, qui voulait jeter en prison le président du SPD et dissoudre le parti. Il s'approche même des sociaux-démocrates afin de les gagner durablement à la cause de l'Empire. Cependant, déjà en 1912, une poignée de main entre lui et August Bebel avait fait grand bruit dans la presse, nombreux étaient alors ceux à avoir considéré cela comme anti-patriotique.
Le chancelier veut ainsi gagner la masse des travailleurs à l'effort de guerre. Il obtient par ailleurs du social-démocrate Albert Südekum, qui lui est proche, l'assurance qu'aucune action de sabotage ou grève générale ne serait décidée par le parti, en réponse à une lettre que le chancelier lui a envoyé le 29 juillet. Après avoir présenté à l'empereur cette lettre, ce dernier déclare le 4 août devant le Reichstag : « Je ne connais plus de parti, je ne connais que des Allemands,. ». Lors du conseil des ministres de Prusse du 15 août, Bethmann Hollweg demande de traiter les sociaux-démocrates de manière correcte, ce qui lui attire les critiques des conservateurs.
Bethmann Hollweg se met à penser que l'éclatement de la guerre est le plus grand jour de l'histoire allemande. Elle réalise l'union de toute la population allemande, sans référence à la catégorie sociale ou à la région : elle permet de poser la dernière pierre à l'État-nation allemand. Il déclare ainsi en octobre 1914 au démocrate Conrad Haußmann que les limites entre les classes sociales n'ont jamais été aussi ténues. Ce n'est qu'après qu'il se rend compte que les conservateurs ne partagent pas cette analyse.

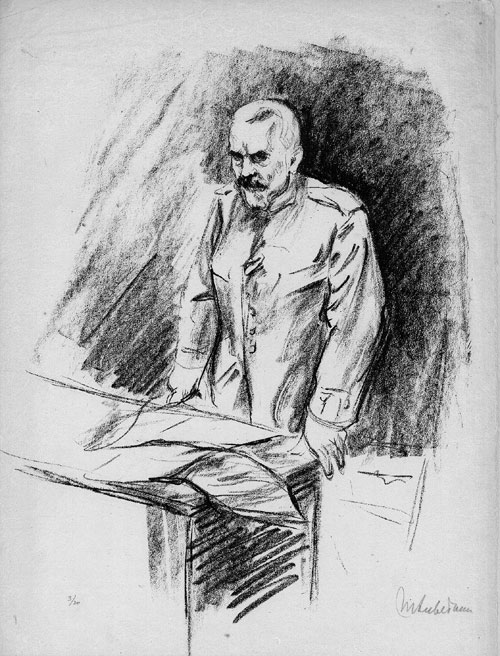
Theobald von Bethmann Hollweg, par Max Liebermann en 1915

En attendant la réalisation de cette vision, il regrette que de nombreux soldats de toutes nations tombent au combat, comme il l'exprime devant le parlement en 1916. Il n'éprouve pas de haine envers l'ennemi. Par exemple, en pleine guerre, il continue à lire de la littérature française : Balzac, Anatole France, louant la beauté de la langue de Voltaire, et se plaignant du fait que l'art moderne ne soit pas aussi développé à Berlin qu'à Paris. Son peintre favori est Max Liebermann, avec qui il partage de nombreuses opinions politiques, et qui dessine le portrait du chancelier en 1915.

#### 1915–1916: le réveil
Suivant l'impulsion donnée par le parti progressiste et la gauche, le gouvernement annonce une « nouvelle orientation » en février 1915. Elle doit notamment réformer le système électoral prussien. Le chancelier confie la tâche de l'écriture de la nouvelle loi au ministre de l'intérieur conservateur Friedrich Wilhelm von Loebell. Sa première ébauche présentée au début de l'été 1915 prévoit toutefois le maintien d'un système avec différentes classes d'électeurs. Dans son discours au trône de 1916, Guillaume II appuie cependant la politique de la nouvelle orientation et trouve que Berthmann-Hollweg, qui voulait ménager les conservateurs, ne va pas assez loin. Ce revers décourage Loebel. Les militaires de leur côté n'apprécient pas le retour de la question du système de vote au premier plan.
Après plusieurs ébauches de loi avec différentes classes d'électeurs, Berthmann-Hollweg confie à Wahnschaffe que le système des trois classes n'est plus tenable, que l'égalité entre électeurs doit être mise en place.
Fin septembre 1915, un chancelier impérial accueille pour la première fois un social-démocrate à la chancellerie en la personne de Philipp Scheidemann. Ce dernier écrit plus tard dans ses Mémoires que le chancelier a alors la nostalgie de la paix.
La gauche et la droite lui reprochent alors son manque de prise de décision. L'absence d'un centre politique pour l'appuyer est criante. Les nationaux-libéraux auraient certes pu lui servir de base, mais leur souhait d'annexion, porté notamment par Bassermann et Stresemann, empêche cette collaboration. Seuls les progressistes le soutiennent.
La situation militaire allemande de l'époque est mise en évidence par une proposition du chancelier début 1915 devant le conseil des ministres prussien. Il propose en effet de céder à l'Autriche les arrondissements de Leobschütz et de Pleß pour lui faciliter la négociation de cession de territoires avec l'Italie. L'objectif est d'éviter une entrée en guerre italienne au côté de l'entente. Berthmann-Hollweg argumente devant ses ministres que cette entrée serait synonyme de défaite pour l'Allemagne. Ses collègues rejettent toutefois la proposition, la considérant comme fondamentalement anti-prussienne. L'Italie entre donc en guerre le 23 mai 1915, la question des cessions de territoires est alors close.
Le 7 mai 1915, un sous-marin allemand torpille le paquebot britannique RMS Lusitania proche des côtes irlandaises. 120 Américains y trouvent la mort. Les relations diplomatiques américaines s'en trouvent fortement influencées.
La question de la guerre sous-marine illimitée revient alors à l'ordre du jour. En novembre 1914 1914 Tirpitz avait déclaré que cette méthode de combat était la seule efficace contre les blocus imposés par la marine britannique. Berthmann-Hollweg y est opposé pour des raisons humanitaires et tente de l'empêcher en mettant en doute son efficacité par exemple. D'abord réticent à cette méthode de guerre « non chrétienne », l'empereur finit par céder face à l'amirauté. Falkenhayn émet également des objections à ce sujet. En février 1915, Guillaume II déclare zone de guerre les eaux autour des îles Britanniques. Cela déclenche de vives réactions du côté des États-Unis, alors neutres.

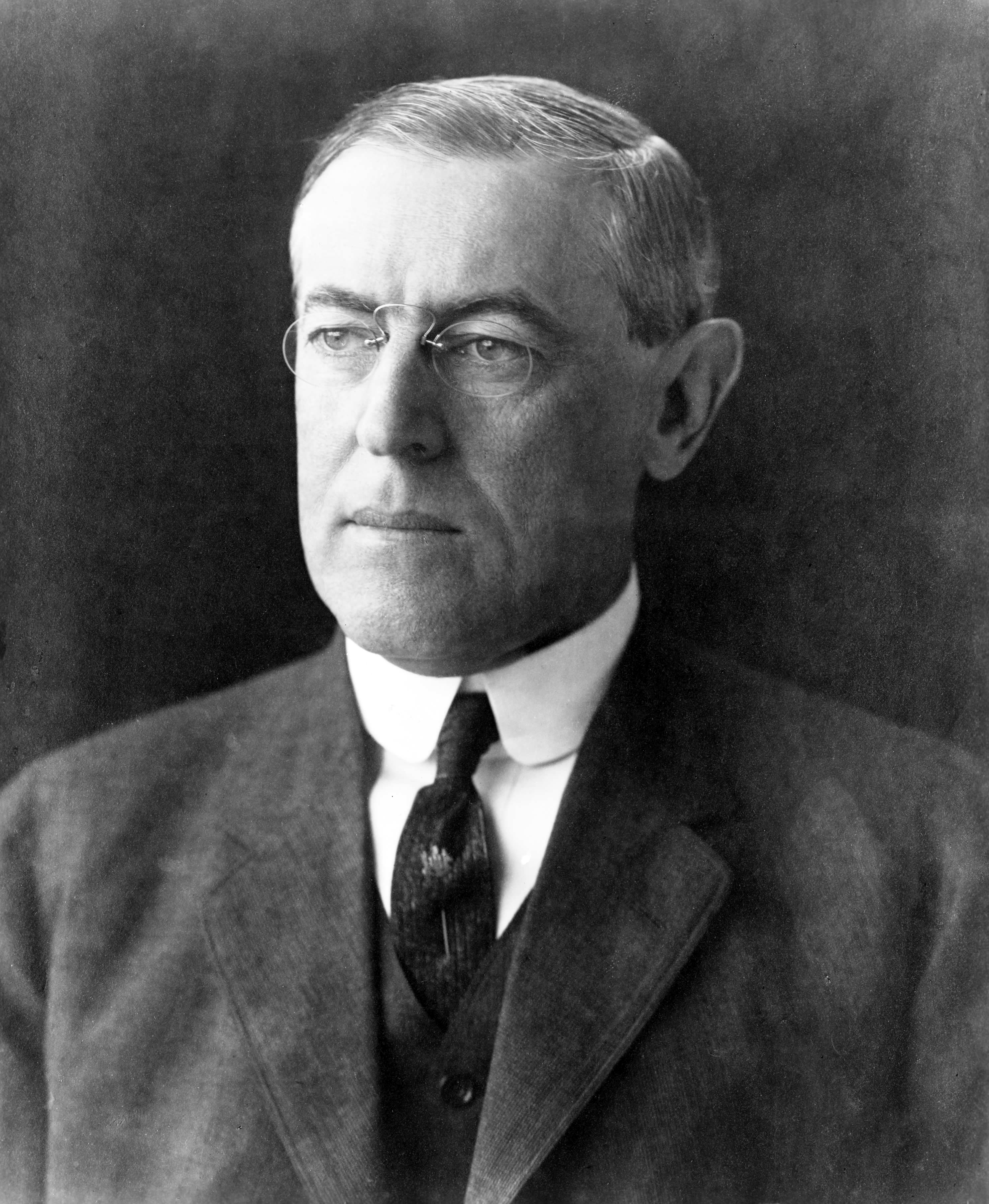
Le président américain Wilson concentre les espoirs de Bethmann Hollweg pour trouver un accord de paix

Le président américain Wilson propose toutefois aux pays en guerre de négocier la paix. Bethmann-Hollweg avait déjà vécu une médiation américaine à Berlin en 1911, présidée par Theodore Roosevelt. À l'époque, il était question de mettre en place une triple alliance transatlantique constituée des États-Unis, de la Grande-Bretagne et de l'Allemagne. Le chancelier allemand, enthousiaste, écrit alors à ses ambassades à Washington et à Londres pour concrétiser le projet. Cependant l'évolution de la situation diplomatique éloigna les pays les uns des autres.
Le 19 août 1915, il déclare devant le Reichstag que la force ne doit être utilisée que pour défendre la liberté. Les questions de morale sont cependant reléguées au second plan derrière la volonté de victoire.
Quand les rapports envoyés par les diplomates allemands stationnés dans l'Empire ottoman font état du génocide arménien et demandent une intervention, le chancelier impérial répond : « nôtre unique objectif est garder la Turquie à nos côtés jusqu'à la fin de la guerre, peu importe si les Arméniens tombent à terre ou non,. »
La mise en place du service militaire pour tous en Grande-Bretagne lui font s'attirer la désapprobation à la fois de Berlin et de Washington. Le président Wilson appelle à l'organisation d'une conférence de paix et envoie le colonel House à Berlin. Le 19 février 1916, le chancelier publie un rapport sur les sous-marins. Il y écrit qu'un « rideau de fer » ne doit pas encercler l'Angleterre. De son côté l'amiral von Müller confie ses craintes que si l'Allemagne ne respecte pas les directives du tribunal de guerre de La Haye, les nations neutres pourraient se retourner à l'unisson contre elle.
Début mars 1916, au quartier général allemand de Charleville-Mézières, Bethmann-Hollweg fait preuve d'une fermeté qui ne lui est pas coutumière en imposant la fin de la guerre sous-marine illimitée, faisant poids en menaçant de démissionner.
Tirpitz présente dans la foulée sa démission, qu'il obtient le 12 mars. Le chancelier gagne ainsi la bataille contre un de ses principaux rivaux, qu'il considère comme un fossoyeur du peuple allemand.
Le 10 mars, Albert Ballin écrit au chancelier, que la guerre aurait permis la pleine expression de ce dernier, qu'il a pris une autre carrure, et n'hésite plus à prendre ses responsabilités, des décisions qu'ils auraient auparavant laissées à d'autres. Le conseiller à la chancellerie Riezler partage ce point de vue.
À Berlin, le 24 mars voit de graves dissensions au sein du SPD : alors qu'une grande partie des députés socialistes soutiennent le chancelier, l'aile modérée de Friedrich Ebert semble se détacher complètement de l'aile gauche du parti.
Le président du SPD Hugo Haase, prononce un discours devant le parlement contre le bain de sang qu'est la guerre et contre de nouveaux crédits, les « Notetat ». Il est donc forcé à la démission et exclu du parti avec ses fidèles.
Bethmann-Hollweg espère réunir ses soutiens : les progressistes et les sociaux-démocrates dans un groupe parlementaire : le « groupe des raisonnables, ».
Le même jour le paquebot Sussex est torpillé, relançant les tensions avec les États-Unis. Le chancelier contacte l'ambassade américaine pour que le président Wilson joue le médiateur dans le conflit. Il compte envoyer Wilhelm Solf en tant que diplomate chargé des négociations, et déclare que l'Allemagne est prête à faire la paix à tout moment si les conditions sont « libérales », honnêtes.

#### Le3ecommandementde l'OHL, Hindenburg - Ludendorff

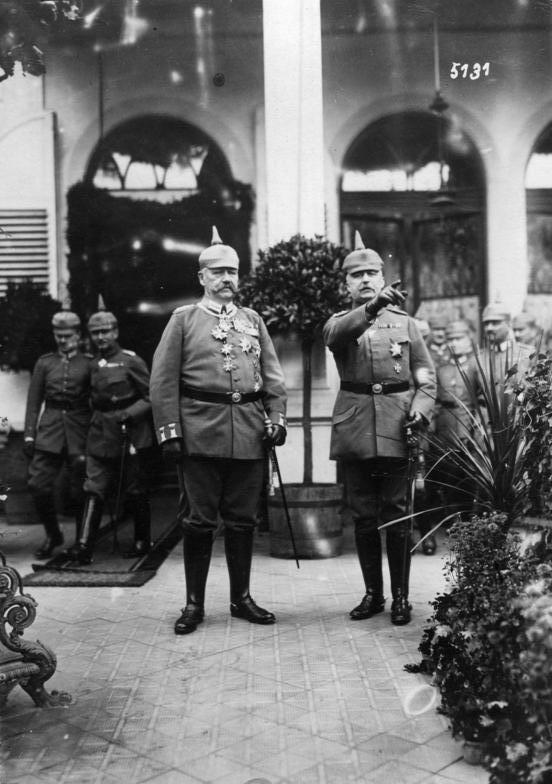
Hindenburg et Ludendorff en 1917

En février 1916, débute la bataille de Verdun. Falkenhayn veut obtenir rapidement la victoire décisive contre la France, sur le modèle de la guerre franco-allemande de 1870. Les tranchées transforment toutefois rapidement la bataille en un terrible bain de sang doublé d'un échec. Lorsque les effroyables nouvelles venant de Verdun paraissent dans la presse, Bethmann-Hollweg écrit à son chef de cabinet, Rudolf von Valentini, qu'il doit convaincre l'empereur de nommer Hindenburg comme nouveau chef d'état-major.
En juillet, les tensions s'intensifient entre Falkenhayn et le duo Hindenburg-Ludendorff. Les industriels Carl Duisberg, Emil Kirdorf, Ernst Poensgen (de), Paul Rohrbach et Walter Rathenau font pression pour changer la tête du commandement général et pour donner aux deux généraux les pleins pouvoirs, dans les domaines militaire et civil.
Le chancelier soutient ces projets, pensant que le nom d'Hindenburg effrayerait l'ennemi et souderait la nation. Il pense également que, seul lui peut faire accepter une paix négociée au peuple allemand. Il obtient finalement du Kaiser, que le général commande l'ensemble du front de l'est. Falkenhayn ne voulant pas envoyer de renfort à Hindenburg, le conflit couve dès le départ. L'entrée en guerre de la Roumanie lui porte le coup de grâce, le 28 août Bethmann-Hollweg obtient de l'empereur la démission de Falkenhayn. Le lendemain, Guillaume II nomme Paul von Hindenburg chef d'état major et Erich Ludendorff comme premier général du quartier général,.
Ce poste a été créé par Ludendorff lui-même, qui devient, comme chacun le sait à l'époque, le véritable chef de l'OHL. L'empereur le considère comme quelqu'un de rongé par l'ambition. Le nouveau commandement forme le 3e OHL.
En 1916, la question polonaise revient d'actualité. En juillet 1914, l'empereur avait déclaré au comte von Hutten-Czapski, qu'en cas de victoire allemande le peuple polonais se verrait offrir son indépendance et sa liberté. Un an plus tard, l'ensemble du territoire polonais est entre les mains des forces centrales. Falkenhayn veut rattacher la Pologne à l'Autriche-Hongrie, ce que Bethmann Hollweg considère comme la solution la moins défavorable afin de négocier la paix avec la Russie.
Le nouvel état-major change la donne, Ludendorff veut la création d'un État polonais, donnant l'apparence de l'indépendance, afin d'obtenir les hommes nécessaires à la poursuite de la guerre vers l'est. Sa volonté d'imposer la conscription des Polonais ne plait pas au Kaiser. Début 1916, il se déclare devant le Reichstag fermement opposé à toute politique annexionniste,.
Les négociations avec le ministre des affaires étrangères autrichien Rajecz en août 1916, aboutissent à un accord pour l'établissement d'une monarchie constitutionnelle en Pologne mais, comme l'a souhaité le chancelier impérial, seulement après la fin de la guerre. Le 18 octobre, des protestations s'élèvent de Vienne contre l'union avec la Pologne, elles déclarent le traité d'août invalide. La proclamation du royaume de Pologne a lieu le 5 novembre.
Le commandement de l'armée et la monarchie du Danube imposent leurs vues au chancelier, il parvient seulement à empêcher les enrôlements de force. Le recrutement, en collaboration avec la Wehrmacht polonaise, débute immédiatement après la proclamation d'indépendance, conformément aux plans de Ludendorff. L'empereur a certes imposé une certaine résistance, en fin de compte l'histoire le tient responsable des actes allemands, comme le rappelle Kurt Riezler dans ses écrits.
En automne 1916, l'OHL, qui devient le véritable gouvernement de l'Empire, ébauche une loi qu'on peut résumer par : « Qui ne veut pas travailler, ne doit pas non plus manger », avec notamment l'obligation pour les femmes de travailler. Le colonel Max Bauer, rédacteur du projet de loi, se voit opposer la résistance du chancelier et du ministre de la guerre et doit finalement abandonner ses plans.
L'état-major fait commencer la déportation d'ouvriers belges vers l'Allemagne. Malgré Bethmann Hollweg, ces mesures durent jusqu'en février 1917.

#### 1916/17: Tentative d'accords de paix et guerre sous-marine
Le Zentrum donne une inflexion à la politique de guerre sous-marine illimitée allemande le 7 octobre en la réclamant. Bethmann Hollweg écrit plus tard dans ses mémoires, que ce jour-là le parlement a définitivement et totalement laissé le pouvoir politique à l'OHL.
Lors du conseil des ministres du 20 octobre, il fait la proposition d'une paix négociée pour les forces centrales, en appelant au soutien des États-Unis et de Burián. Il souhaite rétablir autant que possible la situation d'avant-guerre.
L'amiral Henning von Holtzendorff écrit à ce propos à l'amiral von Müller : « Son cœur et son cerveau ne cultivent rien d'autre que du souci, et de la nostalgie pour la paix, ».
Le 9 novembre 1916 Bethmann Hollweg tient un discours très attendu devant le Reichstag. Après avoir assuré de nouveau au ministre des affaires étrangères britanniques que l'annexion de la Belgique n'était pas dans les intentions allemandes, il déclare que :
« L'Allemagne se tient prêt à prendre part à un sommet de nations, et même à en prendre la tête, où les faucons seraient laissés à la porte, ».
Ces paroles progressistes vont dans le sens de celle du président Wilson afin de trouver une sortie négociée au conflit mondial.
Cependant le président américain traîne à concrétiser ses propositions, voyant ce sommet comme un fardeau pour l'élection présidentielle américaine qui se profile. En outre, les partisans de Bethmann en Allemagne se soucient de la montée de Lloyd George en Grande-Bretagne. Ce dernier déclare en septembre vouloir vaincre l'Allemagne par « Knock-Out ». En décembre 1916, il devient premier ministre du royaume.
Mi-novembre 1916, Betmann Hollweg demande à son ambassadeur aux États-Unis, le comte von Bernstorff, où en sont les perspectives d'une conférence de paix. L'indécision de la Maison-Blanche pousse Bethmann Hollweg à faire lui-même une proposition de paix.
La situation militaire redevenant favorable à l'Empire allemand avec la victoire sur la Roumanie, le chancelier propose le 12 décembre au parlement de l'Entente une paix de compromis. Il dispose du plein soutien de l'empereur. Les puissances de l'Entente n'approuvent toutefois pas l'initiative.

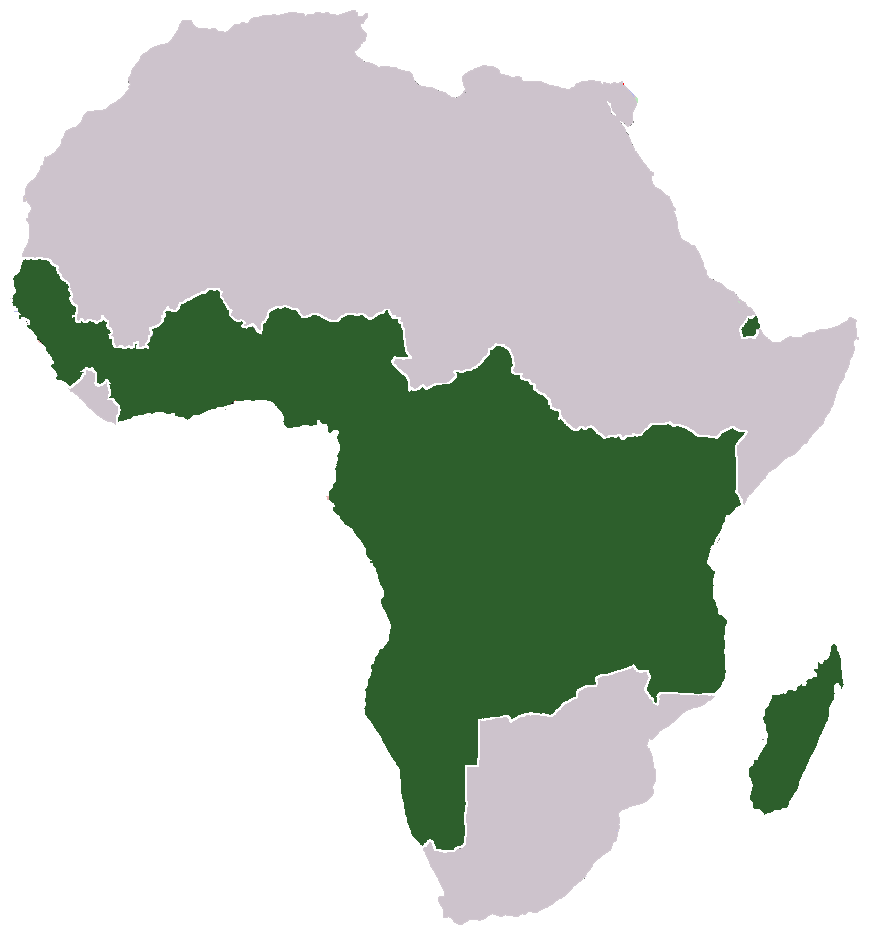
Carte de l'Afrique centrale allemande : l'Allemagne propose d'annexer des colonies plutôt que des territoires européens afin d'assurer une paix durable

Le 18 décembre, l'initiative de paix tant attendue du président Wilson débute. Il demande une formulation claire des buts de guerre de chaque nation. L'Empire allemand se déclare prêt à se défaire de la Belgique. Afin de satisfaire les pangermanistes, Wilhelm Solf propose de créer une vaste colonie allemande au centre du continent africain en annexant le Congo belge afin d'éviter de compromettre la paix européenne future par des annexions en Europe. Les objectifs du début de la guerre, auxquels ni Solf ni Bethmann Hollweg ne croient plus, passent donc au second plan pour laisser la place à une solution acceptable aussi bien sur le plan intérieur, que pour les autres nations.
L'Entente n'est cependant pas prête à faire de tels compromis. Bethmann Hollweg menace le 7 janvier 1917 de relancer la guerre sous-marine illimitée si l'Entente persiste dans sa position. La note envoyée à Bernstorff avec cette annonce montre l'impasse dans laquelle se trouve la situation : « Peut-être avez vous encore une idée, afin d'éviter la rupture avec l'Amérique, ».
Le lendemain, il se rend à Pless en Silésie pour le conseil du roi, où doit se décider la reprise ou non de la guerre sous-marine illimitée. L'OHL et le parlement se sont déjà prononcés pour, l'empereur est le dernier à convaincre. Ce dernier semble avoir baissé pavillon dès son arrivée. Il pense que les États-Unis n'ont pas de soldats, et que dans le cas contraire la guerre sous-marine doit permettre à l'Allemagne de vaincre la France et l'Angleterre avant l'arrivée des Américains. Il se demande pourquoi le chancelier a encore des réserves. Bethmann Hollweg abandonne la partie, ce qui lui est plus tard reproché par Solf. Il pense à démissionner, mais reste finalement en place, peut-être pour garder la possibilité de réaliser une paix négociée malgré tout comme le pense Walther Rathenau.
Selon Riezler, il ne veut pas laisser le champ libre aux pangermanistes. Vietsch quant à lui, suppose qu'il ne veut pas trahir la confiance de l'empereur. À partir de ce jour, Bethmann Hollweg passe en Allemagne pour un homme politique ayant échoué.
Par la suite, le président Wilson présente le 22 janvier devant le sénat américain un projet, précurseur de ses quatorze points, où il veut une guerre sans vainqueur et plaide pour le droit des peuples à l'autodétermination. En mars 1917 éclate la révolution de Février en Russie. Le 29, Bethmann Hollweg déclare à la presse que contrairement au souhait des conservateurs l'Empire allemand ne remettrait pas en place le Tsar, que le peuple russe a le droit de choisir, que l'Allemagne n'a pas à faire d'ingérence. La confusion dans le pays lui permet d'entrevoir une paix séparée avec la Russie. Le fait que l'Empire allemand facilite le retour de Lénine dans son pays, concrétise cette politique.

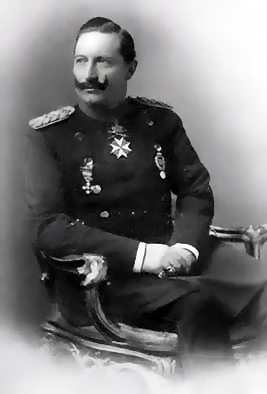
Le Kaiser Guillaume II

La situation change donc profondément. Le 9 avril, Guillaume II invite le quartier général à se réunir à Bad Kreuznach pour préparer les nouveaux objectifs de guerre et préparer l'entrée imminente des États-Unis en guerre. La réunion a lieu le 23. Mustafa Kemal, futur Atatürk, y participe également. L'atmosphère est tendue, Bethmann Hollweg refuse d'aborder la question de l'annexion de tous les territoires occupés. Au contraire l'OHL laisse libre cours à leurs revendications. Valentini consigne le débat comme « puéril », le chancelier n'acceptant que les objectifs de l'OHL qu'il considère irréalistes.

#### Réforme du système électoral prussien
À la même époque, la question maintes fois discutée, de la réforme du système électoral prussien revient sur le devant de la scène. Les sociaux-démocrates dénoncent en ce début 1917 la manière dont est traitée cette question, parlant de « scandale ». Le 27 février, le chancelier prononce un discours, qu'il considère comme le plus important de sa carrière, devant le Reichstag. Il considère qu'il est impossible de reculer, la guerre ayant changé définitivement la situation. Le chancelier exige qu'on s'adapte à la réalité du peuple et pense que le bon système politique est une monarchie s'appuyant autant que possible sur le peuple. Il tente de convaincre la gauche de maintenir ce système politique, mais en le rendant plus progressiste. C'est pour lui une solution long terme acceptable aussi bien par la gauche que la droite.
Ce système politique n'a cependant plus le vent en poupe, surtout en comparaison du système américain. Le manque d'idéalisme allemand de Bethmann Hollweg l'empêche de reconnaître cette influence extérieure. Lors de ses derniers mois au pouvoir, il promeut une monarchie parlementaire et un droit de vote au suffrage universel. Le 9 mars, les conservateurs s'éloignent encore du centre et refusent tout pas vers plus de parlementarisme et de libéralisme. Le chancelier doit faire marche arrière devant la chambre des seigneurs de Prusse et renoncer à revoir la constitution. Il déclare toutefois vouloir mettre fin au système des trois classes au plus vite. Il met en garde contre le déni de réalité, le monde ayant évolué selon lui.
Bien que Bethmann Hollweg soit resté aussi flou que possible, la droite considère qu'il est devenu un ennemi de la patrie. L'aile droite des conservateurs l'insulte et le traite de « Marionnette des juifs et des sociaux-démocrates, ». Le progressiste Conrad Haußmann y voit lui un grand événement, le chancelier impérial ayant pour la première fois soutenu ouvertement la gauche.
Le 31 mars, Bethmann Hollweg forme une commission, l'Osterbotschaft, afin de trancher la question électorale. Elle doit se prononcer pour le suffrage universel. Le chancelier rend alors visite à l'adversaire de la nouvelle orientation : von Loebell, malade, à Bad Homburg. L'empereur soutient certes la nouvelle orientation, mais ne veut pas tourner le dos aux conservateurs, et donc ne peut être favorable au suffrage universel. Bethmann Hollweg lui explique qu'il ne voit pas comment un « ouvrier décoré de la croix de fer de 1re classe pourrait ne pas avoir le même droit de vote qu'un riche planqué du même village, ». Finalement l'empereur accepte le processus de démocratisation proposé par la Osterbotschaft. Ludendorff parle d'un « kowtow à la révolution ».

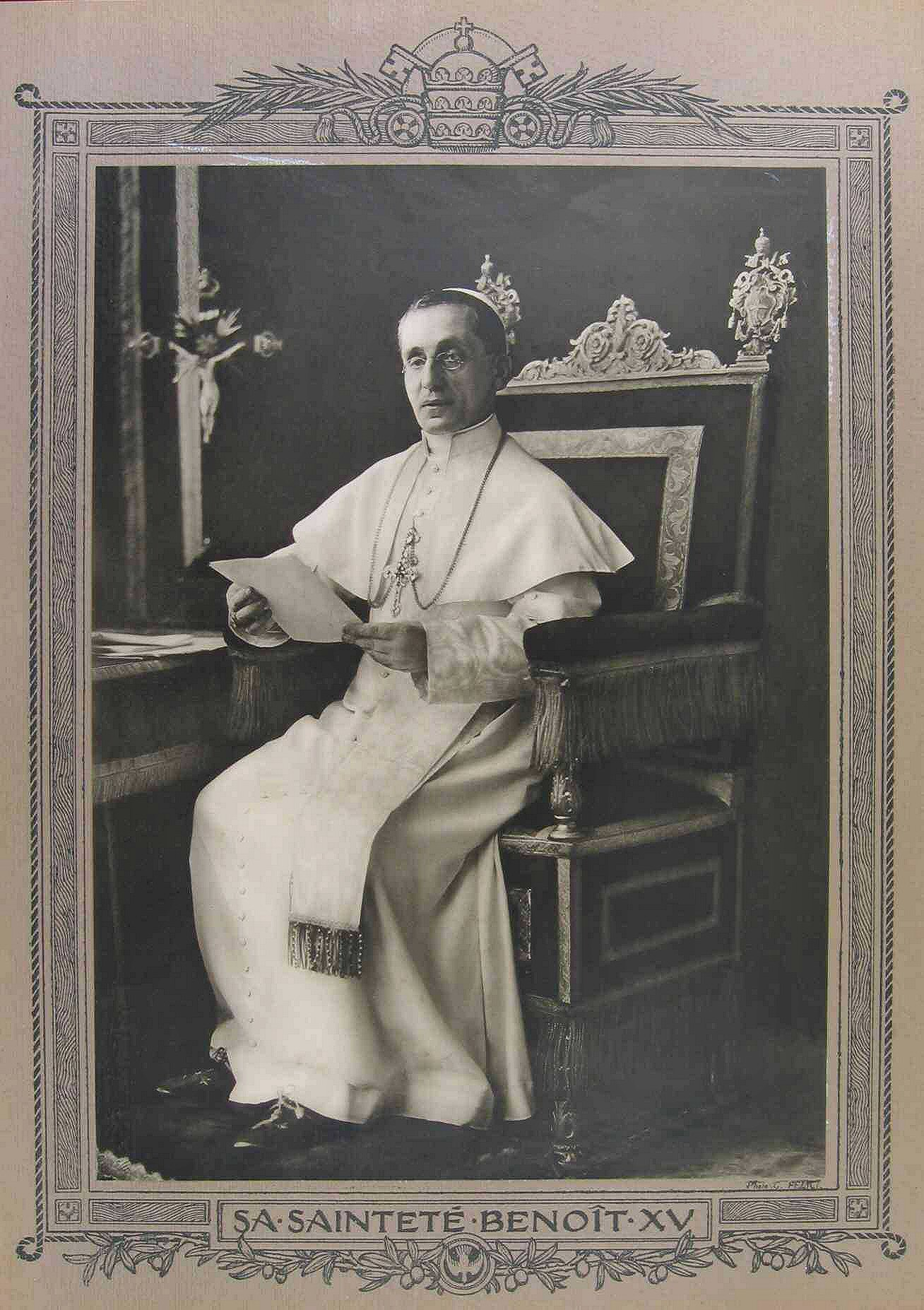
Le pape Benoit XV, dernier espoir pour une paix négociée

Fin juin, Scheidemann et Eduard David envoient au chancelier leur compte-rendu du congrès international socialiste de Stockholm. Ils jugent les chances d'une paix séparée avec la Russie très faibles. Bethmann Hollweg, qui est favorable à la social-démocratie, demande puis reçoit un memorandum. Le SPD réclame du gouvernement une déclaration claire pour une paix sans annexion. Au même moment, les espoirs d'une paix négociée sont relancés, le pape Benoît XV se proposant comme médiateur. Le chancelier impérial et l'empereur acceptent la proposition et se montrent prêt à renoncer à la Belgique et à l'Alsace-Lorraine. Le nonce de Munich Eugenio Pacelli, dit plus tard que sans le départ de Bethmann Hollweg les négociations auraient eu de bonnes chances d'aboutir.

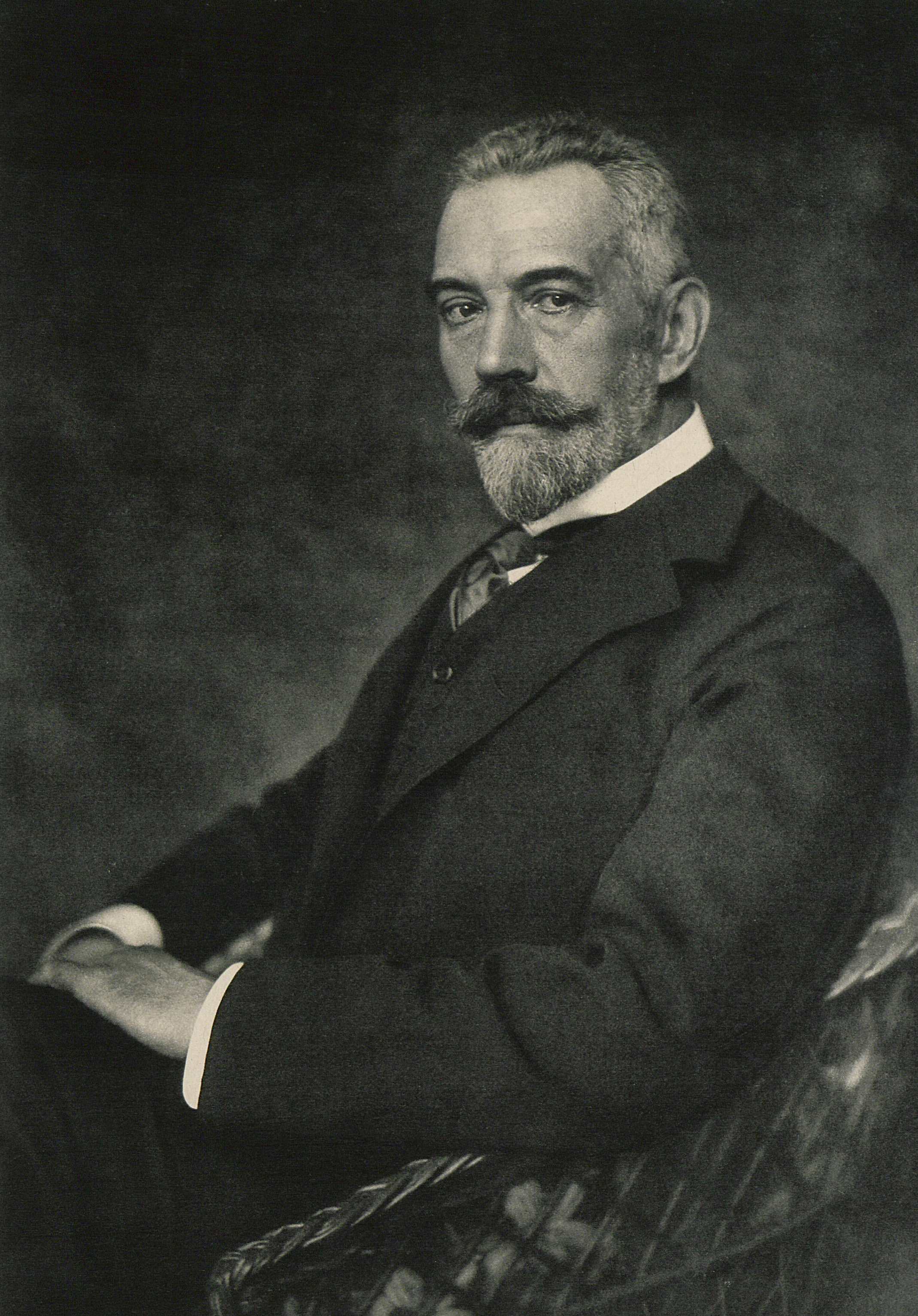
Theobald Von Bethmann Hollweg, Chancelier du Reich, qui accepte les conclusions de la Conférence de Kreuznach (23 avril 1917)

La paix par voie parlementaire proposée par la commission du député du Zentrum Erzberger perd donc son sens. Les attaques contre le chancelier se multiplient, alors même que ses opinions et celles de la majorité du parlement ne diffèrent que peu.

#### Démission et retraite
Ludendorff comprend alors qu'il a une occasion de se débarrasser du chancelier grâce aux parlementaires. Il profite en particulier de Stresemann, opposé à une paix négociée, qui déclare : « Il n'y a pas de chancelier impérial violent. Un chancelier impérial doit savoir s'imposer, s'il ne le peut, il doit en tirer les conséquences, ». Bethmann Hollweg répond en disant que les peuples ont réalisé un effort impressionnant à la guerre. Il maintient que le suffrage universel ne met pas en danger mais, au contraire, renforce la monarchie. Guillaume II confie alors à Valentini : « Je dois renvoyer l'homme qui dépasse tous les autres de deux têtes, ».
Deux jours après le discours du chancelier, l'empereur fait paraître la « Julibotschaft », où il annonce que les prochaines élections doivent avoir lieu au suffrage universel. Solf déclare plus tard qu'il s'agit de l'aboutissement de l'« Empire social ». En réaction, le colonel Bauer (de), porte-parole de l'OHL, annonce que Ludendorff considère la guerre perdue si Bethmann Hollweg demeure en poste. Le Kronprinz propose à son père de laisser trancher la question par les chefs des groupes parlementaires. Westarp, Stresemann et Mertin demandent son départ, seuls Payer et Eduard David souhaitent son maintien en poste.
Le chancelier a perdu ses soutiens dans ses tentatives répétées d'imposer une paix négociée, les partis politiques ayant été lassés et ne pouvant que noter son affaiblissement face à l'OHL. Ce dernier est prêt au compromis, mais réclame des réformes sur le plan intérieur.
Le 12 juillet 1917, Ludendorff menace l'empereur de démissionner si le chancelier demeure en poste. Hindenburg soutient cet ultimatum. L'empereur doit céder, le 13 juillet Bethmann Hollweg doit démissionner. L'Allemagne devient pendant une courte période, l'« Oktoberreform », une monarchie parlementaire.
Les réactions à cette démission sont diverses, le Kronprinz parle du « plus beau jour de sa vie ». À l'inverse Solf et le prince de Bade sont déçus. Le chancelier lui-même écrit à Eisendecher, qu'il part sans amertume, mais avec douleur, face au spectacle que l'Allemagne donne à ses ennemis.
Son successeur Georg Michaelis est nommé sur proposition de l'OHL, en remettant en cause les concessions imaginées par Bethmann Hollweg pour négocier la paix, comme le départ de la Belgique, met fin à la tentative de médiation papale. Georg von Hertling, succédant à Michaelis, un conservateur originaire du sud de l'Allemagne, auquel Bethmann Hollweg est favorable, juge que Bethmann a orienté sa politique très à gauche.
En janvier 1918, alors que son chef de cabinet, Valentini, modéré, est renvoyé, Bethmann Hollweg critique le fait que les réactionnaires et les chauvins deviennent de plus en plus dominants à Berlin. À la signature du traité de Brest-Litovsk, il déclare que toute volonté de victoire doit savoir reconnaître les limites de ce qu'on peut obtenir. Il confie au même moment à Oettingen, qu'il doute de la pertinence de sa sortie, pensant qu'un retraité doit rester silencieux.
Il se retire dans son domaine de Hohenfinow et s'y consacre à l'agriculture. Il reste en contact avec ses amis politiques comme Adolf von Harnack, Hans Delbrück, Friedrich Meinecke, Wilhelm Solf, Walter Goetz (de) ou Ernst Troeltsch. Il vit de manière discrète, sans se préoccuper de politique.
En novembre 1918, la révolution éclate dans l'Empire allemand. L'ancien chancelier parle de « désastre ». Elle lui fait prendre conscience de nouvelles choses. La guerre devait lier les peuples, elle aboutit à une « orgie impérialiste de lien illusoire ». Il conseille à Solf, devenu entre-temps chef de la diplomatie, de ne pas répondre trop énergiquement au message du président Wilson demandant de manière détournée l'abdication des Hohenzollern, afin de ne pas briser tout lien diplomatique. Il pense qu'une page se tourne, qu'une nouvelle ère s'ouvre, peut-être même qu'un chapitre de gouvernement populaire est en train de s'écrire.

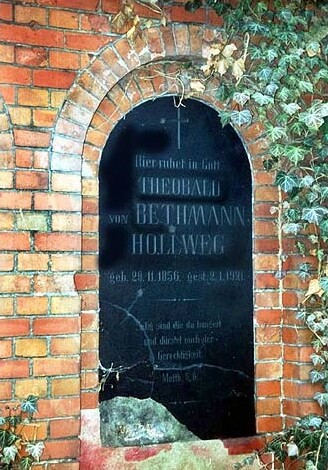
Tombe de Bethmann Hollweg à Hohenfinow

En 1919, Guillaume II doit être jugé par une tribunal de l'Entente. Bethmann Hollweg démontre encore sa fidélité en proposant d'être jugé à sa place, se considérant comme le véritable responsable politique. En mai 1919, sort le premier tome de son livre : Betrachtungen zum Weltkrieg (Réflexions sur la guerre mondiale), dans lequel Bethmann Hollweg explique le chemin vers la guerre. Il écrit à propos de l'Allemagne :
« Depuis 1870-1871, nous étions menacés de par notre situation géographique centrale. Depuis la montée sur le trône de l'empereur, nous avons souvent fait tout le contraire de ce qui aurait été nécessaire pour rendre cette menace inopérante.
Naturellement, l'impérialisme se serait imposé même sans notre action. Il est par ailleurs difficile de savoir si nous aurions pu éviter que les Français, les Russes et les Britanniques se liguent contre nous par des prises de position plus raisonnables. Nous sommes donc les fautifs, mais seule une faute collective a pu mener à la catastrophe mondiale, ».
Theobald von Bethmann Hollweg meurt début 1921 d'une pneumonie, laissant le second tome de ses Betrachtungen inachevé. Un verset de la Bible est gravé sur sa tombe à sa demande : « Heureux ceux qui ont faim et soif de justice ».

## Héritage et postérité

### Héritage politique et jugement avant 1945

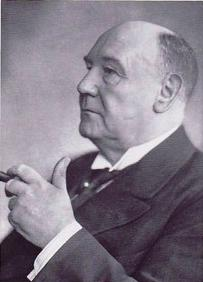
Wilhelm Solf

Peu après la démission du Chancelier, Hans von Seeckt, Walter Simons et Wilhelm Solf fondent le club SeSiSo. Celui-ci se réunit jusqu'en 1936 à l'hôtel Kaiserhof le jour d'anniversaire de Bethmann Hollweg, afin de converser et de conserver ses mémoires. Les participants sont d'abord avant tout ses anciens collaborateurs. À la tête du club on trouve Solf, l'ancien chef de la chancellerie Arnold Wahnschaffe et Johann Heinrich von Bernstorff, qui a soutenu les propositions de paix de Bethmann Hollweg à Washington. Quelques parents du chancelier participent également comme Gerhard von Mutius. D'autres membres non réguliers sont Max Cohen, Paul Rohrbach, le comte Harry Kessler, Ernst von Harnack, Bernhard Lichtenberg, Adam von Trott zu Solz, Kurt von Hammerstein-Equord, ainsi que le comte Richard Nikolaus von Coudenhove-Kalergi, fondateur de la Pan-Europe.
Ce cercle est clairement orienté contre les pangermanistes comme Hans von Liebig. Sous la république de Weimar, un véritable centre politique ne peut se former. Le cercle n'arrive pas à gagner en influence. Le seul homme politique un tant soit peu rattaché aux idées de Bethmann Hollweg est Stresemann, alors qu'il a été longtemps son adversaire politique. Matthias Erzberger et Walther Rathenau sont, eux, assassinés.
L'histoire retient de Bethmann Hollweg son compromis permanent entre gauche et droite.
Hitler décrit longuement le chancelier dans son livre Mein Kampf. Il lui reproche son comportement, sa faiblesse, son côté philosophe, l'impuissance de ses discours au parlement, et le traite de « mauviette ». Tirpitz associe à la politique de Bethmann Hollweg le « penchant de nos intellectuels vers la culture occidentale, ».
La résistance au nazisme partage également des valeurs en commun avec le chancelier et sa nouvelle orientation. Ainsi des membres du club SeSiSo comme Albrecht von Bernstorff, Arthur Zarden et Wilhelm Staehle prennent aussi part au Solf-Kreis qui se forme autour d'Hanna Solf, la femme de Wilhelm. Certains sont impliqués dans le complot du 20 juillet 1944. Le cercle de Kreisau créé par Helmuth James von Moltke cite parmi ses modèles le chancelier Bethmann Hollweg.
Toutefois le bilan de Bethmann Hollweg est entaché du déclenchement de la Première Guerre mondiale et de son incapacité à réformer le système électoral prussien. Durant la république de Weimar, l'historien Fischart écrit que les meilleures intentions ne suffisent pas, qu'en politique seul le résultat compte, et que sur ce tableau Bethmann Hollweg et le peuple allemand sont coupables.
L'influence de Bethmann Hollweg se fait également sentir dans l'histoire des sociaux-démocrates dans la république de Weimar. La participation du parti à la paix des forteresses rend le parti fréquentable pour une plus grande partie de l'électorat, notamment dans la bourgeoisie, gagnant influence sur l'écriture de la constitution et le fonctionnement du nouvel Etat allemand.
Ses opposants intérieurs lui reprochent sa faiblesse, sa « paix paresseuse » privant le peuple des fruits de sa victoire. Cette vision des choses imprègne tous les partis nationalistes jusqu'au NSDAP.

### Postérité après 1945 et historiographie
Après la Seconde Guerre mondiale, son héritage politique disparaît, la politique concernant l'histoire de la RDA le laissant dans l'oubli. Le domaine de Hohenfinow et la plupart de ses biens sont détruits pendant la guerre. Ce n'est que la controverse lancée par Fritz Fischer qui remet Bethmann Hollweg sur le devant de la scène publique et historique. Le biographe du chancelier von Vietsch voit de manière opportune pour l'Allemagne de cette époque beaucoup de similitude entre la vision du monde de Bethmann Hollweg et celle du président américain John F. Kennedy : tous deux se sont engagés pour un « idéal de justice », pour une conciliation de « la liberté et l'ordre ».
L'historien Imanuel Geiss (de) explique que l'écriture de l'histoire a évolué avec le temps en Allemagne, « passant du bon et fort OHL dirigé par Ludendorff et le méchant et faible Bethmann Hollweg, au philosophe bon enfant originaire de Hohenfinow et le méchant Ludendorff ». Les historiens conservateurs donnant petit à petit au chancelier et à la majorité parlementaire favorable à la paix négociée le rôle de défenseur d'une Allemagne meilleure, tandis que Ludendorff et les pangermanistes se transforment à leurs yeux en clique nationaliste à la fois irresponsable et démente,.
Fischer est par contre de l'avis qu'affirmer que le chancelier impérial s'opposait aux objectifs de guerre est aussi absurde d'imaginer que le Pape se convertissait au protestantisme. Selon lui, Bethmann Hollweg valide ces objectifs initiaux, le Septemberprogramm en atteste, ce n'est que son appréciation réaliste de la situation militaire et du potentiel à la fois économique et militaire des ennemis qui lui font revoir les objectifs à la baisse. Pour le chancelier, la politique reste toujours, comme il l'écrit dans une lettre à Hindenburg du 4 janvier 1917, l'« art de l'atteignable ».
Egmont Zechlin (de) considère que le gouvernement de Bethmann Hollweg ne poursuivait pas vraiment des objectifs de guerre. Pour appuyer sa pensée, il explique qu'aucune activité politique, plan, initiative personnelle n'ont été prises par lui dans ce sens. Un consensus entre historiens existe sur le fait que ses objectifs de guerre étaient plus restreints que ceux des pangermanistes. Toutefois Geiss affirme que même les revendications du chancelier auraient suffi à établir l'hégémonie allemande sur le continent, que dans le fond cette modération ne fait que peu de différence.
Sur le front de l'Est les objectifs de Bethmann Hollweg sont conséquents avec notamment sa politique d'États satellites. Cela est dû à sa russophobie. Le 11 août 1915, il écrit à l'empereur : « Si l'évolution de la situation militaire et les événements internes à la Russie permettent de faire reculer ses frontières vers l'est et de détacher ses territoires occidentaux, alors nous nous verrions une grande occasion de nous libérer de ce poids à l'est. Cela serait un objectif valant les victimes et les efforts exceptionnels que nécessitent cette guerre, ». Lors des accords de paix séparée avec la Russie, il laisse, tout comme Jagow, sa russophobie au placard.
Von Vietsch concède également que la position de Bethmann Hollweg concernant les annexions est certainement influencée par la dégradation de la situation militaire. Si l'Allemagne avait été assez forte, il n'aurait rien eu contre des objectifs plus ambitieux. La proclamation prématurée de ces objectifs n'a pas renforcé le pays, au contraire les revendications folles des annexionnistes ont une part de responsabilité importante dans la poursuite de la guerre.
Sa modération est également liée à la paix des forteresses et aux accords avec les sociaux-démocrates. Il était pris en tenaille entre les élites du Reich et les masses au pacifisme latent. Il a dû prendre une voie intermédiaire et veiller à préserver la fiction de la guerre défensive. Un milieu, une « diagonale », entre l'annexionnisme des pangermanistes et le défaitisme des sociaux-démocrates,. Ce milieu n'existant pas, il navigue d'un bord à l'autre sans réellement se décider,.
Même si les historiens pensent que Bethmann Hollweg n'aurait pas laissé passer une occasion de paix pour la poursuite des objectifs de guerre, il est peu probable qu'il ait été capable de l'imposer sur le plan intérieur. « Avec sa décision de cacher à la population le sérieux de la situation et en lui demandant de rester optimiste, le chancelier s'est lui-même enlevé la possibilité de faire oublier les objectifs de guerre pour signer une paix sans grand gain, ».
Bethmann Hollweg avait besoin, afin d'imposer cette paix, du soutien des militaires, c'est-à-dire Hindenburg et Ludendorff, qui auraient pu déclarer que la poursuite des combats ne permettrait pas une victoire décisive. Selon l'historien Janssen, Behtmann Hollweg a appelé Hindenburg au commandement militaire pour lui donner le crédit nécessaire à la signature d'une paix négociée. Il oublia en cela que Ludendorff suivrait Hindenburg. Il remarqua rapidement que le maréchal ne le soutiendrait pas dans ses tentatives d'accord de paix.
Fritz Fischer note que dans le système de conciliation de Bethmann Hollweg, afin de survivre politiquement, il doit toujours se plier face au plus fort. Il a beau reconnaître les erreurs des militaires, il doit céder à la pression malgré ses opinions plus progressistes. Le système, c'est-à-dire l'empereur, le parlement, les militaires et l'opinion publique, dont il n'est que l'instrument, l'obligeait à atteindre la puissance de l'Allemagne,.
Le plus grand défenseur du chancelier est Gerhard Ritter, contre-poids de Fritz Fischer. Il le présente comme un homme d'État capable de opposer à Ludendorff qui n'est qu'une arme de guerre.

### Distinction
Bethmann-Hollweg est le seul chancelier à n'avoir aucune rue à son nom.

## Œuvre
Monographies
- (de) Englands Schuld am Weltkrieg. Rede des deutschen Reichskanzlers am 19. August 1915 und die anschließende Auseinandersetzung mit Sir Edward Grey, zusammengestellt in amtlichen Aktenstücken, t. 54 et 55, Berlin, Verlag des Evangelischen Bundes, coll. « Volksschriften zum Großen Krieg », 1915
- (de) Italiens Treubuch. Reichstagsrede des deutschen Reichskanzlers wegen der Kriegserklärung Italiens an Österreich-Ungarn, Delmenhorst, Rieck, 1915
- (en) Speech – delivered in the Reichstag on Dec. 2nd, 1914, Berlin, Deutsch-Amerikanischer Wirtschaftsverband, coll. « War tracts. », 1915, chap. 6
- Dix Années de politique d'entente (discours devant le Reichstag du 19 août 1915) [« Zehn Jahre Ententepolitik. Zur Vorgeschichte des Krieges »], Berlin, Stilke, 1915 (lire en ligne)
- (de) Das Friedensangebot Deutschlands. Kaiserliche Order an Heer u. Flotte und Rede des Deutschen Reichskanzlers im Deutschen Reichstage am 12. Dezember 1916, Berlin, Hobbing, 1916
- Les Origines de la Guerre et l'avenir de l'Europe, (discours devant le Reichstag du 9 novembre 1916) [« Wer ist schuld am Kriege? »], Berlin, Lausanne (fr), Hobbing, Frankfurter (fr), 1916, 1917 (fr)
- (de) Die Kanzlerrede vom 27. Februar 1917, Berlin, Elsner, 1917
- (de) Betrachtungen zum Weltkriege, Berlin, Hodding
  - t. 1 : Vor dem Kriege, 1919
  - t. 2 : Während des Krieges, 1921
- (de) Friedensangebot und U-Boot-Krieg. Wortlaut der Aussage des früheren Reichskanzlers im Untersuchungsausschuß, Berlin, Hobbing, 1919

Recueils
- (de) Die Reichstagsreden des Kanzlers und des Schatzsekretärs zum Weltkrieg: An das deutsche Volk. 7 Reden, Berlin, Heymann, 1915
- (de) « Reichstags-Reden. (a) Reichskanzler Dr. v. Bethmann-Hollweg über die politische und militaerische Lage, (b) Staatssekretaer des Reichs-Schatzamts Dr. Helfferich über die finanzielle Lage, (c) Staatssekretaer des Reichsamts des Innern Dr. Delbrück über die wirtschaftliche Lage. August 1915 », Kriegs-Zeitung, Laon,‎ 1915
- (de) Sechs Kriegsreden des Reichskanzlers, Berlin, Hobbing, 1916
- (de) Friedrich Thimme, Bethmann Hollwegs Kriegsreden, Stuttgart, Deutsche Verlags-Anstalt, 1919

### En français
- Thomas Lindemann, Aux origines de la Première Guerre mondiale, Paris, coll. « Les Sociétés en guerre (1911–1946) », 2003
- Thomas Lindemann, Les doctrines darwiniennes et la guerre de 1914, Paris, 2001
- Fritz Fischer (trad. Geneviève Migeon, Henri Thiès), Les Buts de guerre de l’Allemagne impériale (1914-1918), Paris, Éditions de Trévise, 1970

### En allemand et anglais

#### Monographies
- (de) Karl Heinz Abshagen (de), Schuld und Verhängnis. Ein Vierteljahrhundert deutscher Geschichte in Augenzeugenberichten, Stuttgart, Union Verlag, 1961
- (en) Luigi Albertini, The origins of the war of 1914, Londres, Oxford University Press, 1952–1957 ; réimpression Greenwood Press, 1980  (ISBN 0-313-22401-3)
  - t. 1 : European relations from the Congress of Berlin to the eve of the Sarajewo murder
  - t. 2 : The crisis of the July 1914. From the Sarajevo outrage to the Austro-Hungarian general mobilization
  - t. 3 : The epilogue of the crisis of July 1914. The declarations of war and of neutrality
- (de) Gottlob Egelhaaf (de), Theobald von Bethmann Hollweg, der fünfte Reichskanzler, Stuttgart, Evangelische Gesellschaft, coll. « Aufrechte Männer », 1916, chap. 6 réédité dans (de) Björn Bedey, Deutsches Reich – Schriften und Diskurse, t. 1 : Reichskanzler, Hambourg, Severus-Verlag, 2011 (ISBN 978-3-86347-081-4)
- (de) Matthias Erzberger, Erlebnisse im Weltkrieg, Stuttgart, Deutsche Verlags-Anstalt, 1920* (de) Dieter Engelmann et Horst Naumann, Hugo Haase. Lebensweg und politisches Vermächtnis eines streitbaren Sozialisten, Berlin, Edition Neue Wege, 1999 (ISBN 3-88348-216-1)
- (de) Imanuel Geiss (de), Julikrise und Kriegsausbruch 1914. Eine Dokumentensammlung, Hanovre, Verlag für Literatur und Zeitgeschehen, 1963-1964, 2 volumes
  - t. 1, 1963
  - t. 2, 1964
- (de) Walter Görlitz (dir.), Regierte der Kaiser? Kriegstagebücher, Aufzeichnungen und Briefe des Chefs des Marine-Kabinetts Admiral Georg Alexander von Müller 1914–1918, Gœttingue, Musterschmidt, 1959
- (de) Hansjoachim Henning, Deutschlands Verhältnis zu England in Bethmann Hollwegs Außenpolitik 1909–1914, Cologne, 1962 (thèse publié le 7 août 1963)
- (de) Theodor Heuss, Profile. Nachzeichnungen aus der Geschichte (= rororo 843), Reinbek bei Hamburg, Rowohlt Taschenbuch Verlag, 1966
- (de) Karl-Heinz Janßen, Der Kanzler und der General. Die Führungskrise um Bethmann Hollweg und Falkenhayn. (1914–1916), Gœttingue, Musterschmidt, 1967
- (de) Konrad Jarausch (de), The Enigmatic Chancellor. Bethmann Hollweg and the hubris of imperial Germany, New Haven CT, Yale University Press, 1973 (ISBN 0-300-01295-0)
- (de) Hermann Kötschke, Unser Reichskanzler. Sein Leben und Wirken, Berlin, Augustin, 1916* (de) Hans von Liebig, Die Politik von Bethmann Hollwegs. Eine Studie, Munich, Lehmann, 1919
  - t. 1 : Das B-System vor dem Kriege
  - t. 2 : Das B-System im Kriege
  - t. 3 : Das B-System als Sieger
- (de) Hermann Friedrich Macco, « Die Abstammung des 5. deutschen Reichskanzlers, Seiner Excellenz des Herrn Theobald von Bethmann-Hollweg von Aachener Patrizierfamilien des 15. Jahrhunderts. », Aachener allgemeine Zeitung, Aix-la-Chapelle,‎ 1909
- (de) Reinhard Patemann, Der Kampf um die preußische Wahlreform im Ersten Weltkrieg (= Beiträge zur Geschichte des Parlamentarismus und der politischen Parteien, t. 26, Dusseldorf, Droste, 1964 (ISSN 0522-6643) (thèse publiée en 1962)
- (de) Walther Rathenau et Hartmut Pogge von Strandmann, Tagebuch 1907–1922, Dusseldorf, Droste, 1967
- (de) Gerhard Ritter, Staatskunst und Kriegshandwerk. Das Problem des Militarismus in Deutschland, Munich, Oldenbourg Wissenschaftsverlag, 1954-1968, 4 tomes
  - t. 1, Die altpreußische Tradition (1740-1890), 1954
  - t. 2, Die Hauptmächte Europas und das wilhelminische Reich (1890-1914), 1960
  - t. 3, Die Tragödie der Staatskunst: Bethmann Hollweg als Kriegskanzler (1914-1917), 1964
  - t. 4, Die Herrschaft des deutschen Militarismus und die Katastrophe von 1918, 1968
- (de) André Scherer, L'Allemagne et les problèmes de la paix pendant la première guerre mondiale. Documents extraits des archives de l'Office allemand des Affaires étrangères, Paris, Presses universitaires de France
  - t. 1 : Les origines à la déclaration de la guerre sous-marine à outrance (août 1914 – 31 janvier 1917), 1962
  - t. 2 : De la guerre sous-marine à outrance à la révolution soviétique (1er février 1917 – 7 novembre 1917), 1966
  - t. 3 : De la révolution soviétique à la paix de Brest-Litovsk. (9 nov. 1917 – 3 mars 1918), 1976  (ISBN 2-85944-002-X)
  - t. 4 : De la paix de Brest-Litovsk à la demande d'armistice. (4 mars – 4 oct. 1918), 1978  (ISBN 2-85944-010-0)
- (de) Franz Sontag, Deutsche Reichspolitik seit 14. Juli 1909., 1916
- (de) Eberhard von Vietsch, Bethmann Hollweg. Staatsmann zwischen Macht und Ethos (= Schriften des Bundesarchivs, t. 18, Boppard, Boldt, 1969 (ISSN 0435-706X)
- (de) Eberhard von Vietsch, Wilhelm Solf. Botschafter zwischen den Zeiten, Tübingen, Wunderlich, 1961
- (de) Günter Wollstein (de), Theobald von Bethmann Hollweg. Letzter Erbe Bismarcks, erstes Opfer der Dolchstoßlegende, t. 146 et 147, Gœttingue, Muster-Schmidt, 1995, 171 p. (ISBN 3-7881-0145-8)
- (de) Hans-Günter Zmarzlik (de), Bethmann Hollweg als Reichskanzler, 1909–1914. Studien zu Möglichkeiten und Grenzen seiner innerpolitischen Machtstellung, t. 11, Dusseldorf, Droste, 1957 (ISSN 0522-6643)
- (en) Fritz Fischer, Les Buts de guerre de l'Allemagne impériale [« Germany’s Aims in the First World War »], New York, W.W. Norton, 1967 (ISBN 978-0-393-09798-6) (version anglaise)
- (de) Alfred von Tirpitz, Erinnerungen, Leipzig, Hase & Koehler, 1919

#### Recueils
- (de) Ernst Deuerlein, Deutsche Kanzler. Von Bismarck bis Hitler, Munich, List, 1968, « Theobald von Bethmann Hollweg », p. 141–173
- (de) Karl Dietrich Erdmann (de), « Zur Beurteilung Bethmann Hollwegs », Geschichte in Wissenschaft und Unterricht, no 15,‎ 1964, p. 525–540 (ISSN 0016-9056)
- (de) Fritz Fischer et Wilhelm von Sternburg (de) (dir.), Die deutschen Kanzler. Von Bismarck bis Schmidt, Berlin, Aufbau-Taschenbuch-Verlag, 1998 (ISBN 3-7466-8032-8), « Theobald von Bethmann Hollweg (1856–1921) », p. 87–114
- (de) Werner Frauendienst (de), « Bethmann Hollweg, Theobald Theodor Friedrich Alfred von », dans Neue Deutsche Biographie (NDB), vol. 2, Berlin, Duncker & Humblot, 1955, p. 188–193 (original numérisé).
- (de) Willibald Gutsche (de), « Bethmann Hollweg und die Politik der Neuorientierung. Zur innenpolitischen Strategie und Taktik der deutschen Reichsregierung während des ersten Weltkrieges », Zeitschrift für Geschichtswissenschaft, vol. 13, no 2,‎ 1965, p. 209–254
- (de) Wolfgang J. Mommsen, « Die deutsche öffentliche Meinung und der Zusammenbruch des Regierungssystems Bethmann Hollwegs im Juli 1917 », Geschichte in Wissenschaft und Unterricht, no 19,‎ 1968, p. 422–440
- (it) Alberto Monticone, « Bethmann Hollweg e il problema italiano nell'aprile 1915 », Dialoghi del XX edito da Il Sagiatore, no 3,‎ septembre 1967
- (de) Kurt Riezler, « Nachruf auf Bethmann Hollweg », Die deutsche Nation, no 3,‎ 1921
- (de) Egmont Zechlin (de), « Bethmann Hollweg, Kriegsrisiko und SPD 1914 », Der Monat, no 208,‎ 1966, p. 21

## Citations
1. ↑  « Politik der Diagonalen »
2. ↑  « Burgfrieden »
3. ↑  « Die ‚Perser’ von Äschylus vom Standpunkt der Poetik des Aristoteles betrachtet »
4. ↑  « nie so wie damals das Gefühl geistiger Überlastung »
5. ↑  « eine selbstständige Urteilsbildung »
6. ↑  « Der köstlichste Gewinn, den eine Reise nach Rom bringt, ist der, dass man vor der Großartigkeit der Geschichte und der Natur die Sentimentalität etwas unterdrücken lernt. »
7. ↑  « faul und apathisch »
8. ↑  « verdammt fadenscheinig »
9. ↑  « Weltbrei »
10. ↑  « unglaublich dummen Reaktionäre »
11. ↑  « selbsternannten Kreuzzeitungsritter » : jeu de mots entre Kreuz qui veut dire croix et les chevaliers croisés.
12. ↑  « wohl in aller Ewigkeit ein langweiliger Kerl bleibt »
13. ↑  « Fremdes Land und fremde Sitten, wie köstlich ist das für uns nordische Biber »
14. ↑  « Frankfurter Bankiersspross »
15. ↑  « war und blieb er in allen Phasen seines Lebens ein einsamer Mensch. Er war weder pädagogisch, noch spielerisch genug, um sich dem Familienleben hinzugeben »
16. ↑  « Schutzbefohlenen »
17. ↑  « geborenen Oberpräsidenten »
18. ↑  « geschäftige Nichtstun », der « Narren, Philister und Schelme von Beamten' »
19. ↑  « Als Minister des Innern brauchen wir einen Mann mit fester Hand und Rückgrat. […] Statt eines Mannes geben Sie uns einen Philosophen. »
20. ↑  « Man war in diesem Dreiklassenparlament mit seinem flachen Nützlichkeitsdenken nicht daran gewöhnt, so etwas wie eine Weltanschauung zu finden und die Staatsnotwendigkeiten durch philosophische Gründe erhärtet zu sehen. Herr von Bethmann Hollweg wurde angestaunt wie eine rara avis (seltener Vogel). »
21. ↑  « demokratischer Gleichmacherei »
22. ↑  « Lockerung der bürokratischen Fesseln »
23. ↑  Deutscher Arbeiterkongress
24. ↑  « Das ist die Freiheit, die ich meine. »
25. ↑  « Nur ein Genie oder ein von Machtkitzel und Ehrgeiz verzehrter Mann kann ein solches Amt anstreben. Und ich bin keins von beiden. Der gewöhnliche Mann kann es nur in letztem Zwange des Pflichtbewusstseins annehmen. »
26. ↑  « Wie kann ein so edles Pferd einen so schweren und verfahrenen Karren aus dem Sumpf ziehen? »
27. ↑  « friedliche und freundliche Beziehungen zu den anderen Mächten »
28. ↑  « Unsere auswärtige Politik allen Mächten gegenüber ist lediglich darauf gerichtet, die wirtschaftlichen und kulturellen Kräfte Deutschlands frei zur Entfaltung zu bringen. Diese Richtlinie ist nicht künstlich gewählt, sondern ergibt sich von selbst aus dem Dasein dieser Kräfte. Den freien Wettbewerb anderer Nationen kann keine Macht auf der Erde mehr ausschalten oder unterdrücken. […] Wir sind alle darauf angewiesen, in diesem Wettbewerb nach den Grundsätzen eines ehrlichen Kaufmanns zu verfahren »
29. ↑  « Mangel an Zielen in innerer und äußerer Politik. Seine (Bülows) Politik hätte noch ein Ziel gehabt: Platz an der Sonne, Flotte, Weltmacht. Jetzt nichts mehr. »
30. ↑  « So long as Bethmann Hollweg is chancellor we will cooperate with Germany for the peace of Europe. »
31. ↑  « unter allen Umständen respektiert »
32. ↑  « Da Österreich bei seinem Vorgehen vitale Interessen wahrt, ist eine Ingerenz des verbündeten Deutschland ausgeschlossen. […] Nur gezwungen werden wir zum Schwerte greifen. »
33. ↑  « Eine Politik des doppelten Bodens kann das Deutsche Reich nicht unterstützen. Sonst können wir in St. Petersburg nicht weiter vermitteln und geraten gänzlich ins Schlepptau Wiens. Das will ich nicht, auch nicht auf die Gefahr, des Flaumachens beschuldigt zu werden. »
34. ↑  « just for a scrap of paper »
35. ↑  « Faustpfand »
36. ↑  « Ich kenne keine Parteien mehr, kenne nur noch Deutsche. »
37. ↑  « Neuorientierung »
38. ↑  « Unser einziges Ziel ist, die Türkei bis zum Ende des Krieges an unserer Seite zu halten,
 gleichgültig, ob darüber Armenier zu Grunde gehen oder nicht »
39. ↑  « Eiserner Vorhang »
40. ↑  « Fraktion der Vernünftigen »
41. ↑  « unter liberalen Bedingungen »
42. ↑  Hindenburg est Chef des Generalstabs des Feldheeres, Erich Ludendorff est voll verantwortlichen Ersten Generalquartiermeister
43. ↑  « Für Deutschland, nicht für ein fremdes Stück Land, bluten und sterben Deutschlands Söhne. »
44. ↑  « Nichts als Sorge, nichts als Friedenssehnsucht kultiviert sein Hirn und Herz »
45. ↑  « Deutschland ist jederzeit bereit einem Völkerbund beizutreten, ja, sich an die Spitze eines Völkerbundes zu stellen,
 der Friedensstörer im Zaume hält. »
46. ↑  « Frieden der Verständigung »
47. ↑  « Vielleicht wissen Sie ja noch eine Möglichkeit, den Bruch mit Amerika zu vermeiden. »
48. ↑  « kindisch »
49. ↑  « Gefolgsmann der Juden und Sozialdemokraten »
50. ↑  « mit dem Eisernen Kreuz I. Klasse geschmückter Arbeiter neben einem bemittelten Drückeberger desselben Dorfes »
51. ↑  « Es gibt keinen vergewaltigten Reichskanzler. Ein Reichskanzler muss sich durchsetzen können, wenn er das nicht kann, muss er die Konsequenzen ziehen. »
52. ↑  « Und den Mann soll ich entlassen, der alle anderen um Haupteslänge überragt! »
53. ↑  « soziales Kaisertum »
54. ↑  « auf imperialistischen Orgien aufgebauter Scheinbund »
55. ↑  « Wir waren durch 70/71 und durch unsere geographische Mittellage aufs schwerste belastet. Seit dem Regierungsantritt des Kaisers haben wir oft das Gegenteil von dem getan, womit wir die Last hätten erträglich machen können. Freilich hätte sich der Weltimperialismus auch ohne unser Zutun durchgesetzt, und sehr fraglich bleibt, ob wir es selbst bei vernünftigem Auftreten hätten verhindern können, dass sich die natürlichen französischen, russischen und britischen Gegensätze gegen uns zusammenschlossen. Schuld haben wir auf uns geladen, aber nur allseitige und gemeinsame Schuld hat die Weltkatastrophe entstehen lassen können. »
56. ↑  « Selig sind, die da hungert und dürstet nach der Gerechtigkeit. »
57. ↑  « Schwächling »
58. ↑  « Hinneigung unserer Intellektuellen zur westlichen Kultur »
59. ↑  « faulen Frieden »
60. ↑  « Aus der guten, starken OHL unter Ludendorff und dem bösen, schwachen Bethmann Hollweg wurde der gutmütige Philosoph von Hohenfinow und der böse Ludendorff »
61. ↑  « Wenn die Entwicklung der militärischen Ereignisse und der Vorgänge in Russland selbst, eine Zurückdrängung des Moskowiterreiches nach Osten unter Absplitterung seiner westlichen Landesteile ermöglichen sollten, so wäre uns mit der Befreiung von diesem Alp im Osten gewiss ein erstrebenswertes Ziel geboten, welches die Opfer und außerordentlichen Anstrengungen dieses Krieges wert wäre. »
62. ↑  « Mit seinem Entschluss, dem Volk den vollen Ernst der Lage zu verheimlichen und ihm eher noch neuen Optimismus zu suggerieren, beraubte der Kanzler sich selbst der Mittel, um die Kriegserwartungen wirkungsvoll zu dämpfen und das Land zielstrebig auf einen bescheidenen Frieden hinzuführen »